# Bangerz
Bangerz —en español: Temazoz— es el cuarto álbum de estudio de la cantante y compositora estadounidense Miley Cyrus, lanzado oficialmente el 8 de octubre de 2013 por el sello discográfico RCA Records. Miley Cyrus se posicionó como coescritora de algunas canciones, para que después la producción ejecutiva estuviese a cargo de Pharrell Williams y Mike Will Made It, sin embargo también se destacó el trabajo de los productores, en menor medida, Cirkut, will.i.am, Sean Garrett y Łukasz Gottwald. En el disco se mezclan los géneros dance pop y pop con country, hip-hop y dubstep. Bangerz explora temas relacionados con la diversión, el odio o el amor, que en su mayoría hacen referencia a la ruptura de la relación que Cyrus mantuvo con el actor australiano Liam Hemsworth, con el cual estuvo comprometida después de tres años de relación. Además aparecieron como artistas invitados la cantante Britney Spears y los raperos Nelly, Ludacris, Big Sean, French Montana y Future.
En términos generales, el disco obtuvo reseñas de mixtas a favorables de parte de los críticos de música contemporánea. Metacritic que se encarga de recolectar estos comentarios, recopiló veintiuno, consiguiendo con estas una calificación promedio de 61 sobre 100. Por otra parte tuvo un buen rendimiento en las listas musicales, logrando entrar en las primeras diez posiciones en 29 territorios, sumado a eso tuvo un alto índice de ventas al finalizar el 2013. Cabe destacar que una vez lanzado, Bangerz se coronó en el número uno de más de 70 países en iTunes de todo el mundo. Hasta febrero de 2018 se habían vendido dos millones de copias solamente en los Estados Unidos, recibiendo un triple disco de platino por parte de la Asociación de Industria Discográfica de los Estados Unidos (RIAA) en junio de 2018. Para marzo de 2015, Bangerz había vendido 2 millones copias en el mundo, según la Federación Internacional de la Industria Fonográfica (IFPI). Del mismo modo, este álbum se convirtió en el primer disco de Cyrus en conseguir mil millones de reproducciones en Spotify.
Para la promoción del álbum fueron lanzados tres sencillos inicialmente, «We Can't Stop», «Wrecking Ball» y «Adore You», donde los dos primeros tuvieron un gran éxito comercial, además ingresaron al puesto más alto de numerosas listas musicales y ambos recibieron una considerable suma de discos de oro y platino por diferentes organismos certificadores. Por otra parte el último sencillo tuvo un éxito moderado. Adicionalmente en 2023 se agregó el sencillo independiente «23» —en colaboración con Mike Will Made It, Wiz Khalifa y Juicy J— en la reedición del álbum para su décimo aniversario, lanzada en formato de vinilo. En junio de 2014 se conoció que la suma de las ventas de los tres sencillos ascienden a las ocho millones de copias vendidas internacionalmente. Asimismo, la intérprete dio inicio a su cuarta gira musical Bangerz Tour para promover el disco, visitando Norteamérica, Europa, América Latina y en una minoría a Oceanía.
Adicional eso, la artista se presentó en diversos eventos y ceremonias de premiación, una en particular fue la que realizó en los MTV Video Music Awards de 2013, en la cual hizo twerking mientras cantaba «We Can't Stop» y posteriormente «Blurred Lines» con Robin Thicke, diversos medios de comunicación y el público la catalogaron como muy «provocadora» y «subida de tono». Con esta actuación la cantante consiguió 360 000 tuits por minuto, rompiendo el récord que había impuesto Beyoncé durante su presentación en el Superbowl en ese mismo año. Cabe destacar que los dos primeros sencillos del álbum recibieron múltiples galardones, donde destacan el premio al mejor vídeo femenino en los MTV Video Music Awards Japan por «We Can’t Stop» o mejor vídeo por «Wrecking Ball» por los Billboard Music Awards, los World Music Awards y los MTV Europe Music Awards y vídeo del año en los MTV Video Music Awards de 2014. Además en diciembre de 2014, Bangerz recibió una nominación en los Premios Grammy de 2015 en la categoría mejor álbum de pop vocal.

## Antecedentes y lanzamiento
| «Esta es la primera vez que la gente oye mi sonido nuevo. No sólo trato de hacer música para adolescentes. No soy Prince, pero quiero hacer música que los padres no odien escuchar. La gente pensó que yo sería una chica blanca y tonta que movía el trasero y no tenía pensamientos reales. Desde los 13 años he estado poniendo mi trabajo antes que cualquier otra cosa en mi vida. Ahora que tengo 20, pongo mi vida y mi carrera al mismo nivel de importancia». —Fragmento de la entrevista de Miley Cyrus para la revista Rolling Stone. |

Después de finalizar su tercera gira mundial, Gypsy Heart Tour en 2011, Cyrus decidió viajar a Miami para comenzar a trabajar en su cuarto álbum de estudio. Bruce Flohr —exmánager de Cyrus— comentó durante el viaje que ella estaba trabajando con los productores de música más importantes del momento, y que el trabajo que estaba realizando era enorme, además declaró que estaba realizando un sonido parecido a Katy Perry y Rihanna, pero mucho mejor. A finales del 2012, el sitio web E! lo incorporó en su lista de los «álbumes más esperados de 2013». Idolator también lo agregó a su lista de los «13 álbumes pop más esperados del 2013», donde ubicó el puesto número seis, superando a Demi de Demi Lovato, Stars Dance de Selena Gomez y Paramore de Paramore.
A comienzos del 2013, Cyrus firmó un contrato con la compañía discográfica RCA Records, para producir su cuarto álbum de estudio. Cyrus trabajó con Pharrell Williams, Hit-Boy, Da Internz, Dr. Luke y Tyler, The Creator. Respecto a la grabación Cyrus reveló: «Escribí una canción con Mary J. Blige, y Tyler, The Creator la escuchó y dijo: "Estoy obsesionado con esta canción, y la grabaré contigo si me prometes que lo agregarás en el álbum." [...] Yo realmente no quería hacer un disco de hip-hop, y no estoy tratando de parecerme a Rihanna o Nicki [Minaj]... No es mi rollo». Respecto al sonido del álbum, Cyrus explicó: «Cuando era niña, mi hermano mayor escuchaba los discos de Nelly, mi padre escuchaba a Dolly [Parton] y Johnny [Cash], y mi madre escuchaba metal. Así que este disco es una mezcla extraña de todo eso». En junio de 2013, Cyrus apareció en la portada de la revista Billboard, en donde comentó que se sentía «desconectada» de su anterior álbum Can't Be Tamed, y quería borrar toda su música vieja de iTunes, así mismo declaró que quiere «empezar como un nuevo artista», y considera que su álbum «Bangerz» es el primero de su carrera. Respecto al sonido del álbum declaró:

«Yo siempre me he inclinado hacia las influencias del country rock, pero ahora me estoy moviendo hacia un lado más urbano, [...] no es un álbum de hip-hop, sin embargo, es un álbum pop. No voy a tratar de rapear. Es más como, Yo no veo ninguna chica por ahí haciendo lo que están haciendo Miguel y Frank Ocean, [...] hemos estado llamándolo [Bangerz]  count step, porque es como country, dubstep y una pequeña trampa [...] me encanta The Lumineers, pero también me encanta French Montana, Juicy J, Wiz Khalifa y Dolly Parton. Si pudieras armar a Dolly, Adele y Juicy J, tendrías ese equilibrio raro».

El rapero Future comentó en una entrevista como fue el proceso de escritura con Cyrus, y dijo que él nunca escribe, por lo general le basta con ver el rostro de la artista y cuando dice cosas, va notando lo que mueve al cantante, por lo que «no hay papel en el estudio». También declaró: «Tenemos un montón de grandes grabaciones, y todo vino de una conversación y tener un buen ambiente. Cada vez que ella me contó de su vida personal a través de la conversación, traté de tener ese ambiente e ir a la cabina. Le dije, 'Tienes que aceptar tus miedos. Si algo te molesta, tienes que correr hacia él. Si estás llorando por eso, necesitas llorar hasta que no puedas llorar más. Si intentas retenerlo, entonces va a comerte [...] Las canciones que hice con ella son muy conmovedoras. Algunos días es sobre el dinero, salir de fiesta y vibra, y algunos días es sobre la necesidad de tener a alguien a tu lado y mantener el rendimiento [...] y una canción de las que tenemos es básicamente alrededor de todos esos temas».
Para la edición de agosto de la revista Rolling Stone, Cyrus expresó que había planeado sacar un álbum en 2012, pero pospuso el lanzamiento, «doy gracias a Dios por haberlo hecho, porque conocí a Mike [Will Made It], y cambio mí vida», comentó Cyrus a la revista. El 27 de agosto de 2013, la revista estadounidense Vibe publicó una exclusiva del productor musical Sean Garrett, en donde él revela que la cantante Britney Spears colaboró con Cyrus en una canción para el álbum Bangerz. El productor dijo a la revista: «Es divertido y emocionante [Bangerz]. Tenemos una canción con Britney [Spears]. Mike Will [Made It], Miley [Cyrus] y yo terminamos en el estudio, queríamos hacer el más grande hit posible».
El 15 de agosto de 2013, Cyrus publicó la fecha de lanzamiento del álbum, ese mismo día Jason Lipshutz de la revista Billboard publicó un artículo con los nombres de los colaboradores del álbum así como detalles al respecto, así mismo MTV publicó los nombres de algunas canciones confirmadas del álbum. El 25 de agosto de 2013, el álbum fue puesto en preventa, en su edición de lujo, en la tienda de contenidos multimedia iTunes. Esta edición cuenta con dieciséis pistas, las únicas pistas que se podían descargar eran «We Can't Stop» y «Wrecking Ball». Tras el lanzamiento de «Bangerz», logró un notable éxito en las listas de iTunes, pues estuvo entre los diez primeros álbumes más descargados en más de veintiséis países. El 8 de octubre de 2013 el álbum fue lanzado mundialmente. Después de cinco horas de estar disponible en la tienda de contenido multimedia iTunes, Bangerz logró colocarse en el puesto número uno en más de setenta países.
El 22 de abril de 2017, el álbum se lanzó en formato de vinilo por el Día de la Tienda de Discos.

## Título y portada
El 6 de agosto de 2013, la cantante reveló en su cuenta personal de Twitter que el nombre del álbum, como recompensa a sus fanáticos por haberla ayudado a alcanzar más de 13 millones de seguidores. Cyrus tuiteó que su álbum llevaría por nombre Bangerz, comentado: «Si tú no sabes por qué mi disco se llama Bangerz sabrás tan pronto como lo escuches. Nada como #BANGERZ». El nombre del álbum fue tendencia mundial ese mismo día y Cyrus publicó en su cuenta: «#BANGERZ ya es una tendencia mundial pshhhhh mundo espera a oír esta posible maravilla». El 24 de agosto, Cyrus dio a conocer las portadas del álbum para las versión estándar y de lujo, ambos muestran a la cantante con cabello rubio y usando un abrigo negro corto, con el título estilizado en la iluminación de un letrero de neón, frente a unas palmeras.

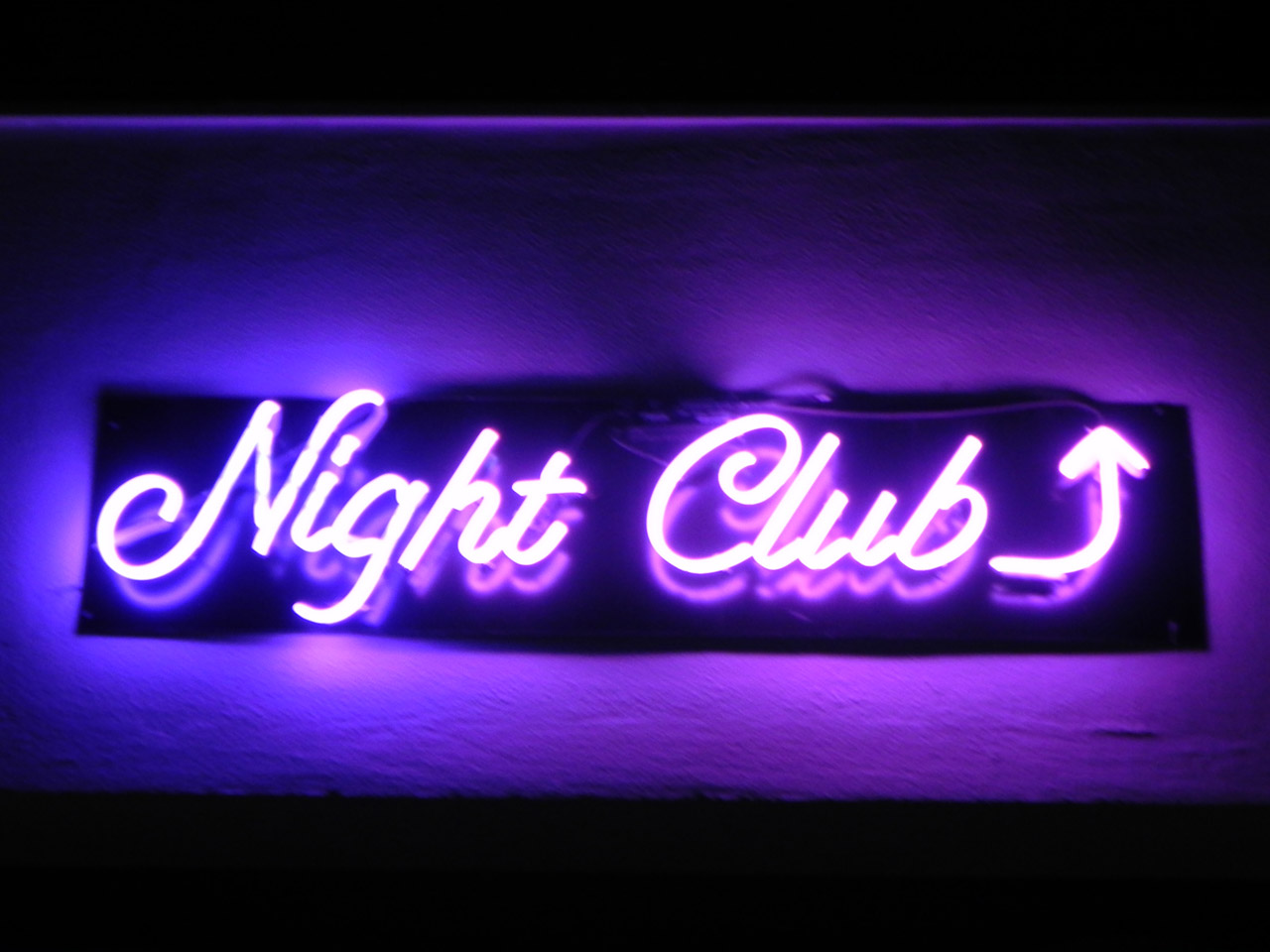
El título del álbum fue estilizado con un letrero de neón.

La portada fue descrita como una reminiscencia de la serie de televisión Miami Vice de la década de 1980, y una opción inesperada dada su reciente influencia de la cultura hip hop. El 18 de septiembre, se revelaron cuatro portadas alternativas para el álbum, estas fueron publicadas para que el público eligiera la que aparecería en la edición de lujo del álbum. En la primera de estas la cantante se encuentra sosteniendo un ramo de flores con un abrigo negro. En la segunda portada, Cyrus se muestra en topless cubriéndose los pechos con su brazo derecho. En la tercera portada, Cyrus aparece en cuclillas sobre un sofá, usando un pantalón Niza. Y finalmente en la cuarta portada la cantante aparece sentada solamente usando una chaqueta negra de cuero. Las imágenes recibieron reseñas favorables e incluso elogios por parte de varios críticos de la cultura popular. El sitio web de Hollywood Life escribió: «No es ninguna sorpresa Miley está dejando a sus smilers entrar en el álbum divertido [...] Nuestro dinero será para la portada en topless [...] ¡a menos que haya una cubierta del álbum twerking escondido en algún lugar!». Rachel Brodsky de MTV News escribió un artículo donde describe los tres principales ingredientes para crear la portada del álbum. El primero de estos ingredientes fue la carátula de la película Cocktail donde el protagonista es Tom Cruise, Brodsky tomó esto como un tributo a la película en su vigésimo quinto aniversario. El segundo ingrediente fue la portada de la serie Miami Vice, el álbum fue comparado con esta por la utilización de palmeras y por la pose de detective de la cantante. Por último el tercer ingrediente fue la portada del álbum debut Whitney Houston de la cantante estadounidense Whitney Houston, fue comparada porque la pose al mirar la cámara de ambas cantantes es muy similar.
Después del lanzamiento de la portada oficial del álbum Britney Jean de la cantante Britney Spears, comenzó a ser comparada con la portada de Bangerz. Un escritor del periódico The Huffington Post comparó positivamente la tipografía utilizada en ambos álbumes, y comentó que la tipografía de estilo neón del álbum Bangerz inspiró al álbum Britney Jean. El autor escribe: «Si bien la cubierta del álbum de Spears Britney Jean parece familiar, es porque ella usó la escritura de neón para colocar Britney Jean, gran parte de la misma manera que Miley Cyrus lo hizo en Bangerz su álbum más reciente. “Soy un gran fan de ella”, Spears habla sobre Cyrus en el pasado. “Creo que ella es brillante en este momento”. El dúo colaboró por una canción de Bangerz llamada  “SMS (Bangerz)”». Asimismo Byron Flitsch de MTV News compartió un sentimiento similar, y añadió que el estilo neón le recuerda claramente a la forma en que se escribió el título Bangerz. Por último el sitio web Examiner comenta que muchas personas en internet se han dado cuenta de la similitud entre ambos álbumes, los medios de comunicación, como el Huffington Post, el Daily Mirror, Cambio y Hollywood Gossip también han hecho comentarios sobre las similitudes. En su crítica escribe: «Ambas portadas de discos también tienen fondos oscuros y letras de neón de mal gusto. La cubierta oficial del álbum Bangerz cuenta con Cyrus que llevaba una chaqueta negro y su cara es similar a la de Spears en Britney Jean, pero ella [Cyrus] lanzó portadas alternativas para el álbum, incluyendo el que se muestra en topless. No es coincidencia que Spears y Cyrus se manejaran por Larry Rudolph. Ambas cantantes también firmaron con RCA Records y son ex estrellas de Disney Channel. (Cyrus estuvo en Hannah Montana. Spears estuvo en The Mickey Mouse Club). Spears y Cyrus también han generado controversia con sus payasadas sexualmente provocativas en el escenario y en sus videos musicales».

## Contenido musical
Entre los compositores del álbum se encuentran Oren Yoel, Stacy Barthe, Mike Will Made It, Timothy Thomas, Theron Thomas, Douglas Davis, Ricky Walters, Sean Garrett, Pharrell Williams, Cornell Hayes Jr., Nayvadius Wilburn, Jeremih Felton, Jerry Leiber, Mike Stoller, Ben E. King, Lukasz "Dr. Luke" Gottwald, Maureen McDonald, Stephan Moccio, Sacha Skarbek, Henry Walter, Sean Anderson, William "will.i.am" Adams, Michael McHenry, Ryan Buendia, Kyle Edwards, Jean-Baptiste, John Shanks, Christopher Bridges y la misma Cyrus, quien coescribió doce canciones del álbum (incluyendo la versión de lujo). Algunos de estos también se desempeñaron como productores del disco, junto a otros como Pharrell Williams, Mike Will Made It, Lukasz "Dr. Luke" Gottwald, William "will.i.am" Adams y Oren Yoel.
El álbum inicia con «Adore You», canción que pertenece al género pop. De acuerdo a Jason Lipshutz de la revista Billboard, Cyrus canta con tambores y susurros, y es descrita «como emocionalmente madura y no provocadora, [...] la canción demuestra que la pasión puede residir hasta el fin, [Cyrus] proclama vulnerable sobre el romance». Jon Dolan de Rolling Stone describe a la canción como una hermosa entrada para el álbum. Nick Catucci de la revista Entertainment Weekly destaca que posiblemente en esta pista la cantante podría estar dirigiéndose a su ser reinventado con la frase — (línea de muestra: «Been wondering where you been all my life» —«He estado preguntando dónde has estado toda mi vida»—). Mikael Wood del periódico Los Angeles Times describe a la pista como «majestuosa», en ella Cyrus le canta a un amante — (línea de muestra: «We're meant to be in holy matrimony» —«Estamos destinados a estar en santo matrimonio»—).

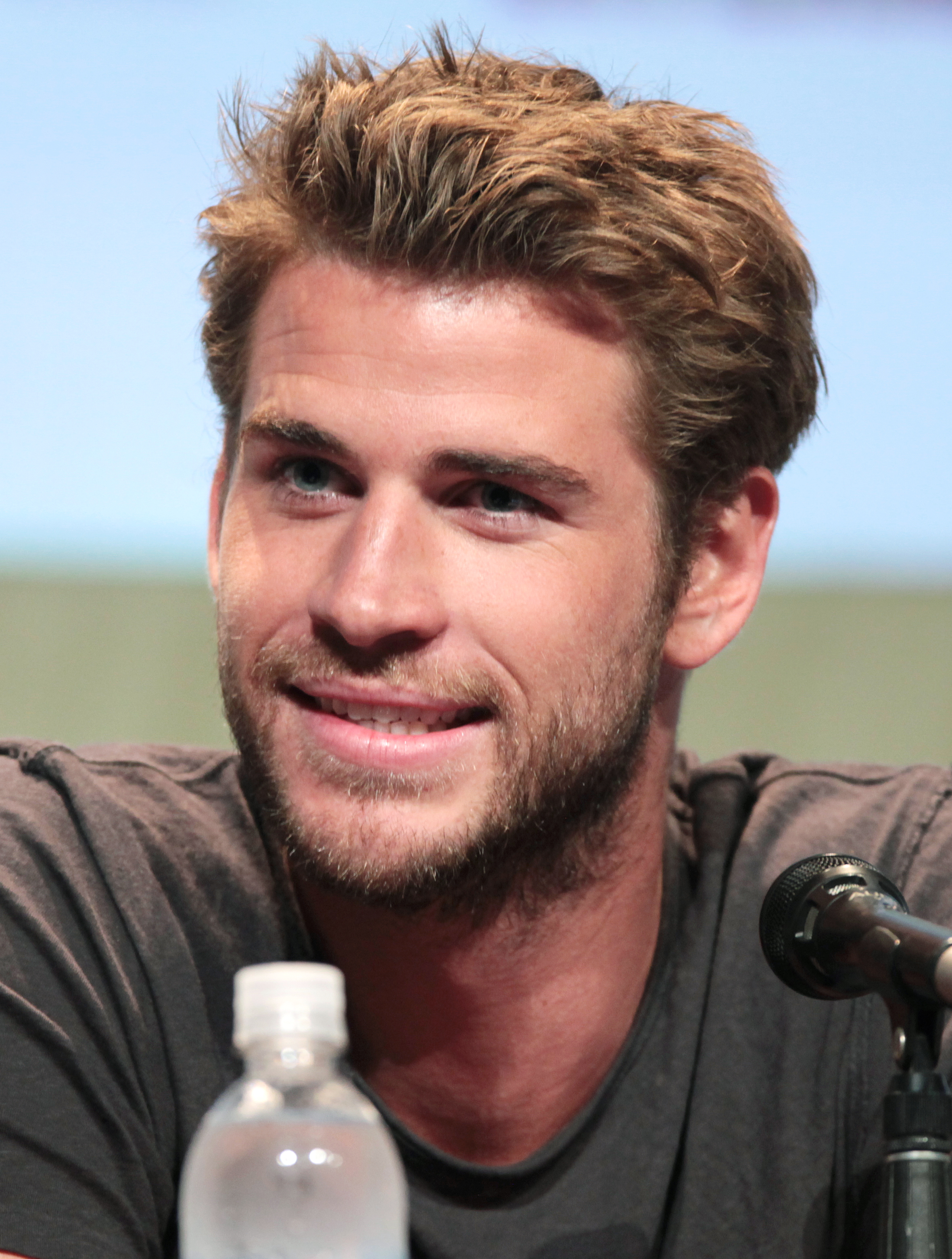
Las canciones de Bangerz hacen referencia a la ruptura de la relación que Cyrus mantuvo con el actor australiano Liam Hemsworth, con el cual estuvo comprometida tras tres años de relación.

La segunda canción del álbum es «We Can't Stop», la cual combina los estilos dance-pop, pop, rhythm and blues y hip hop, a través de un sonido y una letra que incita a bailar, hacer lo que uno quiera y a celebrar la vida. Críticos elogiaron a Cyrus por la voz madura que refleja la pista y por tener un sonido «único entre éxitos pop actuales». El tema siguiente, «SMS (Bangerz)», cuenta con la colaboración de la cantante estadounidense Britney Spears, esta pista tiene un ritmo pop rap e influencias del hip-hop, y contiene un sample de «Push It» (1987) de Salt-N-Pepa en su estribillo. La cantante lo catalogó como una «colaboración de ensueño», ya que Spears es la única cantante pop que le importa, por tener una «voz emblemática» y por ser una leyenda en este género musical. La cantante comentó que con la pista quiere lograr «hacer que [Spears] se dé cuenta de lo realmente genial que es y de cómo es una leyenda viviente». Además sostuvo que Spears «tiene una de esas voces que tan pronto como hablan ya sabes que es Britney Spears y quería que la canción fuera de eso».
La tercera pista es «4x4», esta cuenta con la colaboración del rapero estadounidense Nelly, la canción tiene un estilo funky country. La quinta pista es «My Darlin'», cuenta con la colaboración del rapero y productor musical Future, es descrita como «una de las más grandes canciones de la historia, se siente una gran sensación de bienestar, estadio, una grabación sonando en el Super Bowl». La siguiente pista es «Wrecking Ball», canción de estilo pop contemporáneo y power pop, con influencias musicales de Adele, OneRepublic y Timbaland, y cuya letra trata sobre una decepción amorosa. La novena pista del álbum es «Drive», canción con estilo dubstep y es descrita como «una terapia al corazón». La pista fue escrita durante un momento difícil en la vida de Cyrus.

## Recepción

### Recepción crítica
Bangerz recibió varios comentarios por parte de los críticos musicales, en general positivos. Según Metacritic, acumuló 61 puntos sobre 100, basándose en críticas profesionales. Jason Lipshutz de la revista Billboard le dio 70 puntos sobre 100, y dijo que Bangerz es el álbum por el que «todos están estirando el cuello», porque Cyrus es la artista de la que se ha estado hablando. Asimismo, añadió que:

«Bangerz, es el cuarto álbum de estudio de Cyrus y el debut con RCA Records, es para bien o para mal, el sonido de un cantante después de un par de enormes sencillos con un álbum completo desde el punto de vista que dio a luz a dos éxitos [We Can't Stop y Wrecking Ball]. En otras palabras, en el disco Cyrus trabajó con quien quería trabajar, cantó sobre lo que quería cantar, como si fuera un niño en una sala de juegos con un bolsillo de cubos ilimitados. A veces, la visión de la cantante de 20 años, necesita ser ajustada, como en el maníaca colaboración con French Montana, “FU”,  y en “Someone Else”, que se sienten como dramáticas canciones de ruptura [...] “4x4”, una canción country una mezcla con Nelly, suena horrible en concepto, pero se ejecuta de manera eficiente, “Do My Thang” podría haber sido una declaración despectiva de independencia, pero invita al oyente a compartir la alegría juvenil de Cyrus. “We Can't Stop” todavía da golpes, pero “Wrecking Ball” insinúa en realidad en donde la carrera de Cyrus puede tomar un camino diferente, ya que el cantante maneja hábilmente la balada a medio tiempo y sin un soplo de artimañas. ¿Podría Cyrus de alguna manera en un largo plazo musical basado en éstas [canciones] asentar su carrera? Probablemente, sí. [...] Bangerz no es ni el mejor ni el peor álbum de pop lanzado este año, pero es indiscutiblemente el más ferozmente individual».

Rolling Stone llamó a Bangerz «un hermoso álbum» que proyecta «poder en su realización», y le brindó tres y media de cinco estrellas. Además la revista lo colocó en la posición veintisiete de la lista de los cincuenta mejores álbumes del año.

Jon Dolan de la revista Rolling Stone le otorgó una calificación de tres y media estrellas de cinco. En su reseña comenta que la voz ronca de Cyrus está presente durante varias pistas, algunos escépticos la odiaran por el nuevo personaje sucio y loco, pero la describe a la cantante como un «encanto extraño». Dolan describió algunas pistas del álbum diciendo que «We Can't Stop» en esencia es «obscura» y «salvaje», «Wrecking Ball» le pareció una balada trituradora y la describe como una sensación de «viajar en el hambre y la confusión» pero explica que es lo que hacen grandes estrellas del pop, finalmente «Adore You» es calificada como la más «hermosa canción» del álbum, él escribe: «Hay tanto terror como poder en esa realización. Eso es lo que hace que se pegue». En el último mes del año 2013, la revista Rolling Stone publicó la lista de los mejores álbumes del año, en la cual Bangerz figuró en el puesto veintisiete. Los editores de la revista escribieron que a pesar de las críticas y la mala publicidad, Cyrus «hizo un excelente disco de pop», principalmente orientado a un público mayor con su temática de ruptura amorosa. En esta crítica escribieron: «Bangerz está lleno de slow jams con sabor country y sonidos sucios como “Do My Thang” y el dúo con Future  “My Darlin"».
Jim Farber de Daily News le otorgó una calificación de dos estrellas de cinco. En su reseña explica que Cyrus expresa emociones en sus baladas, pero los arreglos que le hacen a su voz son «demasiados». Para terminar su reseña, el autor nombra a «FU» y «Adore You» como las mejores canciones del álbum. Nick Catucci de Entertainment Weekly calificó al álbum con una A-, en su reseña describe al álbum como «totalmente fresco» y un «bombardeo de pop en un proyecto hip-hop». Catucci comenta Cyrus en este álbum quiere que el mundo conozca su verdadero corazón, y «dondequiera que sus pasiones se posaron en el pasado, es evidente que está enamorada en este momento con el hip-hop y su unidad perpetua para los sonidos nuevos y exóticos». Además el editor calificó a «SMS (Bangerz)» y «My Darlin'» como las canciones más destacadas del álbum. El 6 de diciembre de 2013, la revista Entertainment Weekly publicó la lista de los mejores álbumes del año, en la cual Bangerz apareció en el puesto tres, únicamente por detrás de los álbumes Yeezus y  Nothing Was the Same de Kanye West y Drake respectivamente. Nick Catucci editor de dicha revista escribió en su crítica: «Si estás buscando 13 canciones que sean perfectas (o 16, presentes en la versión de lujo) te tenemos el material de una pequeña mujer adolescente, que está volviendo loco al mundo con su nuevo álbum Bangerz. Miley no se avergüenza de su vida sexual, si no saben de qué hablamos, escuchen  “#GETITRIGHT”. Pero más que nada, ella ha producido un álbum de una nueva generación (apoyado por el productor ejecutivo Mike Will Made It), mostrando una emotiva voz en  “Adore You”, y una debilidad sentimental que se puede escuchar en  “Wrecking Ball” por esas y otras razones nombramos el disco Bangerz como una verdadera joya del 2013».
Heather Phares de Allmusic le otorgó una calificación de tres y media estrellas de cinco. En reseña comenta que Cyrus busca cambiar de dirección a su carrera y enfocarse más en la música y convertirse en una persona más adulta en este álbum. Asimismo, añadió que:

«Al igual que muchos aspirantes a estrellas de Disney, Cyrus necesitaba distanciarse de su pasado pop, Can't Be Tamed iba de puntillas hacia una persona más adulta, pero Bangerz da patadas a las puertas. Este es su primer álbum sin Disney, y en muchos aspectos se siente como un debut, una fiesta de presentación en R&B y hip-hop con tintes que introduce Miley como una estrella del pop en la lista A. Lista de invitados de Bangerz está repleto de productores estrella, incluyendo Pharrell Williams y Mike Will Made-It, y cantantes como Britney Spears, con cameos en “SMS (Bangerz)”. Cyrus ha tenido señales de las estrellas del pop más consolidadas en el pasado. Can't Be Tamed evocaba a Ke$ha, pero uno de los modelos de este álbum es claramente Rihanna. [...] Cyrus y compañía también pasan mucho tiempo probando otras tendencias de principios de los 2010's, ya sea en los tambaleantes sintetizador es y el dubstep presente en las baladas [...] “Drive” o “Someone Else”, [...] que suena más maduro que nunca. A pesar de sus momentos más llamativos, también hay un muchas baladas, lo insinuado por el segundo sencillo del álbum, “Wrecking Ball”. Bangerz incluso se abre con una canción lenta (la descaradamente romántica “Adore You”), el cual a su manera, es casi como un movimiento audaz como los acontecimientos que precedieron a la publicidad del lanzamiento del álbum. [...] Bangerz transforma a Miley en una estrella del pop que no —y no puede— ser ignorada como ella suena a sus veinte años».

Elysa Gardner de USA Today comentó en su reseña que el álbum tiene «melodías muy competentes» y con «destellos de seriedad», pero es «mediocre». En su reseña Gardner se cuestiona si las canciones «Adore You» y «FU» fueron escritas para Liam Hemsworth. Para finalizar su reseña escribe que las mejores canciones del álbum son: «Adore You», «Rooting for My Baby» y «#GETITRIGHT». El sitio web The Hot Hist otorgó una buena reseña al álbum, en ella destaca que el disco tiene «temas muy emocionales» que proporcionan una experiencia agradable al escucharlo. De acuerdo a este sitio, las canciones que destacan por su calidad son: «Maybe You're Right», «My Darlin'», «Wrecking Ball» y «Someone Else». Caroline Sullivan de The Guardian le otorgó una calificación de tres estrellas de cinco. En su reseña, Sullivan critica al álbum por mezclar baladas de amor con hip-hop y cataloga al álbum como «ridículo», pero destaca que este nuevo material tiene «más aciertos que fallas». Sullivan dijo: «(El título de  “Bangerz” es engañoso, por cierto - el disco se abre con la balada triste,  “Adore You”, y encuentra espacio para los demás en el camino). Los aspectos más destacados son: la agridulce  “We Can't Stop” [...] y la mezcla de Rihanna con la angustia en  “FU”, sub-graves y la mordaz rima de French Montana es devastadora. Tener un rap de Britney Spears con ella [Cyrus] (en realidad), resulta ser un golpe de inspiración sesgado. En conclusión es valiente el cambio de juego de Cyrus».
Mikael Wood de Los Angeles Times calificó al álbum con tres estrellas de cuatro. Wood tituló a su reseña, Miley Cyrus “Bangerz”, un grito de rebeldía con una gran explosión, en ella comenta que el álbum tiene «una doble personalidad», y que Cyrus después de salir «de la casa del ratón [Disney]», ha decidido romper con todo y cambiar de rumbo a su carrera. Asimismo, Cyrus es comparada con Amy Winehouse y Janet Jackson por su registro vocal. Wood comentó: «Bangerz sigue un verano de controversia sin parar por Cyrus, quien se robó los MTV Video Music Awards de este año con una actuación agresiva, lasciva con su canción “We Can't Stop”. Fue un momento en que lanzó innumerables discusiones sobre el racismo, la sexualidad y el uso adecuado de los dedos de espuma gigantes. Hay mucho más provocación en Bangerz, que se aleja del sonido electro-pop brillante de las anteriores canciones de Cyrus, hacia un valiente ambiente hip-hop de inspiración». Ian Drew de Us Weekly calificó a Bangerz con cuatro estrellas de cuatro. Drew describe al álbum como la «explosión pop más excitante del año», además comenta que tiene un hip-hop sucio y una colaboración «feroz» con Britney Spears, asimismo cataloga a «Drive» como un «himno» dirigido a Liam Hemsworth. Kitty Empire del periódico inglés The Observer, calificó al álbum con dos estrellas de cinco. En su reseña comenta que Bangerz es una mezcla de diversos géneros, y compara a Cyrus con Christina Aguilera por su registro vocal, además cataloga a «SMS (Bangerz)» como un mal plagio a la canción «Push It» de Salt-N-Pepa.

Heather Phares, del sitio web Allmusic, sostuvo que Bangerz es, en esencia, el álbum más feroz de Cyrus, además lo cataloga como un medio por el cual la cantante logrará ser una de las cantantes más populares de la cultura pop.

Por su parte, la revista inglesa Fact sostuvo que el álbum tiene un estilo urban, pero «nunca se escapará de las raíces country de su padre Billy Ray Cyrus». Destaca que Bangerz tiene más aciertos que fallas, y las mejores canciones del álbum son: «Do My Thang», «4x4» y «Adore You». Kyle Fowle de la revista estadounidense Slant describe al álbum como «bastante sorprendente», a pesar de las apariciones «artificiales» y «provocadoras» de la cantante. Fowle comenta que el álbum es un nuevo sentido de independencia, el disco explora lo que significa «vivir el momento», disfrutar los impulsos más bajos, y sufrir las consecuencias más tarde. Fowle declaró: «Si bien gran parte del álbum combina los géneros dance y hip-hop, adopta los gustos de Ke$ha y Nicki Minaj, [Bangerz] comienza con “Adore You”, una simple [...] balada sobre la dependencia destructiva. [...] El resto de Bangerz trabaja para subvertir los roles tradicionales de género y establecer una visión de la autonomía femenina. [...] La fusión de géneros populares se emplea en todo el álbum, quizás el mejor ejecutado es “FU”, una fusión inesperada de Amy Winehouse, los estilos de Skrillex, y el rol de Cyrus de la mujer fatal [...] Bangerz es ciertamente admirable por sus intentos de propagar un mensaje de empoderamiento, sino que también tiene éxito como un álbum de fiesta [...] Bangerz es un esfuerzo personal, idiosincrásico en donde se encuentra la igualdad de recompensas en la indulgencia veinteañera e inspiradoras del mantra “ser tú mismo”».
Las críticas negativas se encaminaron hacia la calidad del álbum y los géneros musicales que fueron utilizados. Evan Sawdey de la revista en línea PopMatters crítico de forma negativa al álbum, catalogándolo como «un álbum de fiesta de baja calidad», además llama a Cyrus «tonta», «cursi» y «mediocre» por su trabajo en el álbum. Asimismo critica el trabajo de Mike Will Made It por «tener un horrible sentido del gusto», y por haber destruido grandes oportunidades como la colaboración de Cyrus y Britney Spears en «SMS (Bangerz)». Sawdey comenta: «Prácticamente todos los mejores momentos en Bangerz surgen de la labor de los productores externos, los que hacen que Cyrus no esté tomando a sí misma demasiado en serio y conseguir mejores canciones de ella. “FU”, suena como un número de Broadway alegre: juguetón y divertido que habría sido mejor sin French Montana (al igual que la mayoría de las canciones). Pharrell ofrece dos ráfagas minimalistas de emoción, así, una en la forma de la pegadiza, pero en plano "#GETITRIGHT", producción que a la vez parece una copia de la canción de RedOne “Starships” de Nicki Minaj un poco demasiado cerca, pero también resulta ser el tipo de pista perfecta para reproducir durante un desfile de modas, que siempre se obtenga la aprobación de Cyrus. Mientras tanto, el ridículo, square dance una canción de club que es “4x4”, con un poco de trabajo con acordeón, podría muy bien ser la canción más memorable del álbum: absurdo, ridículo, y de hecho lúdico de una manera en la que otras canciones de Bangerz no son. [...] Tal vez el título del álbum es más apropiado de lo que inicialmente pensábamos: tal vez llamándolo Bangerz, nos distraiga del hecho de que contiene tan pocas canciones actuales». Samuel Tolzmann del sitio web Pretty Much Amazing describe al álbum como «vergonzoso», «rídiculo» y «abominable», pero resalta que la única pista que merece una recompensa es «We Can't Stop» por ser divertida, tonta y buena.

### Reconocimientos
| «El interés se habría desvanecido si Bangerz sólo fuera una excusa para las travesuras de Cyrus. Pero es una divertida experiencia, el álbum pop luchador que produjo dos de los mejores sencillos del año: "We Can't Stop" y "Wrecking Ball", [...] con un movimiento de su lengua, Cyrus fácilmente vence a los recientes trabajos de [Lady] Gaga, Katy [Perry] y Britney [Spears]». —Fragmento de la reseña sobre álbum Bangerz del periódico Houston Chronicle. |

En 2013, Bangerz fue colocado en diversas listas de los mejores álbumes, la revista Rolling Stone colocó al álbum en el puesto veintisiete de los 50 mejores álbumes de 2013, en la reseña explica que «a pesar de todos esos dedos de espumas, Miley hizo un excelente disco de pop [...] lleno de country y sonidos sucios [...] trayendo profundidad y vulnerabilidad a una fiesta del infierno».  Nick Catucci de Entertainment Weekly colocó al álbum en el puesto tres de los 10 mejores álbumes del 2013, en su reseña describe a Cyrus como una persona que «no es tímida acerca de su sexualidad» y resalta que las dieciséis canciones del álbum «valen la pena totalmente». El periódico The Guardian lo posicionó en el lugar treinta y cuatro de los 40 mejores álbumes del 2013, criticó la producción en general y la describió como buena, sin embargo dirigida únicamente como comercial. NPR lo colocó en el puesto diez de la lista de los 10 mejores discos del 2013, en una reseña anexa comenta que en el álbum «la cantante se comunica convincentemente con una delicia sexual, vulnerabilidad, inteligencia y descaro». Associated Press lo colocó en el puesto nueve de los 10 mejores discos del 2013, y Houston Chronicle lo colocó en el puesto cuatro de los mejores discos del 2013. La revista Fact colocó al álbum en el puesto cuarenta y nueve de su lista de los 50 mejores álbumes del 2013, en su reseña el autor escribe: «Claro, tú piensas que eres mejor que Bangerz, pero en un año donde algunos álbumes de grandes nombres de la música pop no tuvieron la altura de potencial (paso adelante de [Lady] Gaga, Britney [Spears] y Jay-Z), Miley Cyrus, sin duda, era la que mandaba». El sitio PopJustice lo ubicó en el décimo puesto de su conteo de los treinta y tres mejores álbumes del 2013, en una reseña anexa el sitio web destaca el trabajo realizado por Cyrus, además comenta que «Bangerz marcó la llegada caótica de una "nueva" estrella del pop. Uno de estos [álbumes] al año serían geniales, gracias». Music Allwomenstalk colocó a Bangerz en el puesto seis de su lista de los mejores álbumes del 2013, en su crítica escribe: «No importa como la veas a ella, no se puede negar que el 2013 fue el año de Miley Cyrus. Bangerz fue el intento de Cyrus para reinventarse tanto personal como musicalmente. Los críticos recibieron al álbum con críticas mixtas la mayoría de ellas fueron positivas. Bangerz entró en las listas en el puesto número uno y ha sido certificado oro. Bangerz es uno de los mejores discos de 2013 por su sonido experimental de Cyrus y la atención del público que cosechó». La tienda digital Amazon colocó el álbum en el puesto diesiecho de su lista de los 100 mejores álbumes, superando a True Romance  de Charli XCX, The 20/20 Experience de Justin Timberlake, Prism de Katy Perry y Magna Carta... Holy Grail de Jay-Z. El sitio web AOTY colocó al álbum en el puesto setesientos veintiuno con una calificación global de cincuenta y cuatro, basándose en las calificaciones profesionales otorgadas durante el 2013. Best Ever Albums colocó al álbum en el puesto doscientos veintisiete con una calificación global de cuarenta y ocho. El 6 de diciembre de 2014, se dio a conocer la lista de nominados para la 57.ª entrega de los Premios Grammy, el álbum Bangerz recibió una nominación en la categoría mejor álbum de pop vocal, premio otorgado al álbum con mejor calidad vocal dentro del género pop. Paul Grein de Yahoo! Music redactó un artículo donde explicó sus decepciones y sorpresas en la lista de nominados al Premio Grammy, Grein catalogó la nominación de Cyrus como una sorpresa, él expresó: «Cyrus recibió su primera nominación al Grammy -y en una gran categoría, también. Su álbum número uno Bangerz fue nominado a mejor álbum de pop vocal. Esa es una señal de apoyo de la comunidad creativa para un cantante que se ha convertido en una parte importante en la industria». La misma idea la compartió Kevin Fallon de The Daily Beast, catalogó a la nominación como una «buena sorpresa» y explicó que la cantante opacó su música con sus actitudes, pero la mayoría de las personas no notaron su «muy, muy bueno y muy, muy audaz música pop». Gracias a la nominación, Cyrus se convirtió en la tercera ex estrella femenina de Disney en lograr esta hazaña, solo por detrás de Christina Aguilera y Britney Spears. Asimismo, Bangerz es el segundo disco con mejor debut de una ex act desde 2010, solo superado por Femme Fatale de Britney Spears.

### Recepción comercial
Respecto a la recepción comercial del álbum, se obtuvo un rendimiento positivo, cabe destacar que una vez lanzado, Bangerz llegó al primer puesto en más de 70 países en las listas de iTunes. Además, obtuvo varias certificaciones alrededor del mundo y se vendieron más de dos millones de copias. En Europa Bangerz registró varios logros comerciales: debutó número uno en ventas en Reino Unido, Escocia, Irlanda, y entre los diez más vendidos de Bélgica, Suecia, Países Bajos, Alemania y Suiza. En Reino Unido Cyrus tuvo una «doble victoria» en las listas de dicho país, debido a que debutó en el puesto uno en la lista de sencillos con «Wrecking Ball», y en el puesto uno en la lista de álbumes con Bangerz, esto convirtió a Cyrus en la primera artista de este año, 2013, en estar en la cima de dos listas simultáneamente. Bangerz es el tercer disco de Cyrus en entrar al top diez de la lista de álbumes del Reino Unido, su anterior álbum Can't Be Tamed logró ocupar el puesto ocho en 2010. En su primera semana de estreno, el álbum vendió más de 399 000 copias mundialmente, más del 50% de este total provenían de Estados Unidos. Siete días después, el disco tuvo una caída en ventas de más 50% mundialmente, se reportaron ventas aproximadas de 131 000 copias, con un total de 530 000 ejemplares despachados en todo el mundo. La semana del 30 de octubre, las ventas cayeron un 20%, se registraron poco más de 93 000 copias, dando un total de 623 000 unidades vendidas mundialmente. Siete días después, Media Traffic reportó que Bangerz vendió mundialmente 72 000 ejemplares, logrando acumular ventas superiores a las 695 000 copias. La semana del 13 de noviembre, el álbum vendió 64 000 unidades, logrando tener un total de 759 000 copias vendidas. A la siguiente semana, el disco vendió 61 000 ejemplares, con un total de 820 000 unidades despachadas.
Finalmente, para marzo de 2015, Bangerz había vendido 2 millones copias a nivel mundial, según la Federación Internacional de la Industria Fonográfica (IFPI). Asimismo, si se aplicase la contabilización del "streaming", iniciado posteriormente a su lanzamiento, se calcula que el disco alcanzaría unas ventas de entre 4 y 5 millones de copias vendidas. Del mismo modo, este álbum se convirtió en el primer disco de Cyrus en conseguir el billón de reproducciones en Spotify. 
También recibió varias certificaciones, como un disco de oro por parte de AMPROFON por las 40 000 copias vendidas del álbum en México. También recibió el disco de oro en España, Noruega, Reino Unido, Australia, y Argentina. Asimismo, recibió discos de platino en Canadá, Estados Unidos, Polonia, Suecia, y Brasil. En Portugal el álbum fue certificado como doble platino por haber vendido 30 000 copias.
Desempeño comercial en Estados Unidos
Pocos días después del lanzamiento de Bangerz Keith Caulfield, reportero de la revista Billboard, estimó que el disco en su primera semana vendería entre 250 000 y 275 000 copias solamente en los Estados Unidos. El 16 de octubre, el álbum hizo su debut en el puesto número uno de la lista Billboard 200, tras haber vendido 270 000 ejemplares, con Bangerz la artista marcó su quinto álbum número uno no consecutivo en dicho país, además, superó en ventas a su antecesor Can't Be Tamed, el cual debutó en el puesto número tres con 102 000 copias, una diferencia de 168 000 ejemplares. La revista Billboard catalogó este inicio de ventas con un gran potencial, ya que las ventas se asemejan a otros debuts de discos relevantes como Unapologetic de Rihanna, Femme Fatale de Britney Spears y The Truth About Love de Pink. De acuerdo a Nielsen SoundScan, Bangerz logró debutar en el puesto número uno, con más de 273 813 copias vendidas en formato digital y físico. Contando las bandas sonoras originales del alter ego de Cyrus, Hannah Montana, este es su quinto álbum número uno, comenzando con las bandas sonoras Hannah Montana (2006) y Hannah Montana: The Movie (2009), continuando con el primer disco de la cantante, Meet Miley Cyrus (2007) y Breakout (2008).
Keith Caulfield de la revista Billboard destacó que Bangerz fue el mejor debut del año para una mujer en 2013, y el segundo álbum pop con el mejor debut del año hasta ese momento, detrás de Daft Punk con Random Access Memories, el cual debutó con más de 339 000 copias vendidas. El anterior álbum pop femenino con más éxito en ese año fue Yours Truly de Ariana Grande, el cual ocupó el puesto número uno en el mes de septiembre con más de 138 000 copias. Desde 2010, sólo doce discos de artistas femeninas habían debutado con mayores ventas que Bangerz hasta ese momento. Sin embargo, tres semanas después el álbum Prism de la cantante Katy Perry logró vender en su primera semana más de 286 000 copias, convirtiendo el debut del álbum Bangerz en el segundo más fuerte de ese año. En diciembre, ambas cantantes fueron superadas por el debut inesperado del álbum homónimo de la cantante Beyoncé, el cual debutó en el número uno en el Billboard 200 con ventas superiores a las 617 000 copias en sólo tres días. La semana del 23 de octubre las ventas cayeron en un 73% en Estados Unidos, logrando vender 72 000 copias y bajando al puesto número dos en la lista Billboard 200, únicamente superado por el disco Lightning Bolt de Pearl Jam, con 166 000 copias en su primera semana de estreno. Siete días después, Bangerz tuvo una caída en ventas de un 40%, despachando 43 000 ejemplares y bajando del puesto dos al cuatro en la lista Billboard 200. En junio de 2018 el álbum fue certificado con el triple disco de platino, al vender más de tres millones de copias únicamente en el país.

## Promoción

### Entrevistas y sesiones fotográficas
| «Estoy muy emocionada por este disco porque puedo decir lo que quiera. Por eso me puse más cómoda con ello y la grabación fue mejor y mejor. Si lo hubiese hecho hace dos años, cuando debería haber sacado un álbum, hubiera sido una mocosa tratando de decir “¡Esto no es lo que soy! ¡Esto es lo que estoy tratando de demostrar!” Ahora no estoy tratando de demostrar nada a nadie». ——Fragmento de la entrevista de Cyrus para la revista V. |

Para comenzar la promoción de Bangerz, Cyrus brindó algunas entrevistas a revistas internacionales, donde también apareció en las portadas. Ellas fueron: Billboard, Cosmopolitan,V, ELLE, Notion, Rolling Stone y Fashion. En las entrevistas, habló del álbum y de su filosofía de vida durante su período de promoción, además del proceso creativo de las canciones de «Bangerz». La primera entrevista y sesión de fotos fue publicada mundialmente por la revista Cosmopolitan en el mes de marzo de 2013. En ella, la cantante comentó al respecto que hay mucha expectativa con su nuevo álbum, el cual puede lanzarse, y en un peor escenario, todos lo odien, declaró que no quería hacer un disco de hip hop, y no está tratando de ser Rihanna o Nicki Minaj.
Su entrevista con V fue publicada en el mes de mayo, en donde también apareció en la portada. En esta edición de la revista, Cyrus realizó una sesión de fotos a cargo del fotógrafo de modelos Mario Testino, y de la diseñadora Carlyne Cerf De Dudzeele. La entrevista realizada por Cyrus fue titulada "La emancipación de Miley", en ella Cyrus habla más sobre su álbum y como fue trabajar con el productor Pharrell Williams. Cyrus comentó: «Nadie me dejó cantar de la forma en que Pharrell [Williams] lo hace, es que simplemente con ir, hacer su mierda y todas las canciones que hay, es lo que lo me ha llevado a estar donde estoy ahora. Qué es ser de Nashville y crecer junto a Dolly [Parton] y escuchar como canta. Nadie me hubiese dado la oportunidad de decir, "Apaga el Auto-Tune, quita cualquier filtro que haya, y simplemente escucha lo que estoy diciendo". Fue la primera persona que lo hizo. Nunca voy a decir que no me gusta «Party in the U.S.A.» y que no estoy agradecida por ello. Sería como si mi padre dijese que odiaba «Achy Breaky Heart» [...] Me gusta que Rihanna tenga su propio tono. Beyoncé el suyo. Yo tengo el mío. Todo lo demás es simplemente mezclas discotequeras – pero seguimos como en los 80's porque es lo que me encanta».
En la entrevista concedida por Cyrus a la revista Elle, ella comenta acerca de su vida y como ha sido su transformación a una mujer adulta. Cyrus comenta: «Una estrella es alguien que no precisa quitarse la ropa para ser sensual porque ya nace naturalmente con ese poder. El sexo vende, pero tienes que encontrar la manera de no mostrar tus pechos. Yo no quiero ser alabada como modelo. Ellas simplemente entran en escena y es todo sobre ropa, o sobre falta de ropa».
Para la edición de junio de la revista Billboard, Cyrus concedió una entrevista donde reveló más detalles sobre su álbum y los artistas que colaboraron en él. Esta edición fue titulada "Miley Cyrus 2.0", en ella la cantante opina que quiere ser una nueva artista, y considera que Bangerz es el primer álbum de su carrera. Cyrus comentó que «We Can't Stop» no es para los críticos, si no para la gente que vive. Ella declaró a la revista:

Tengo 20 años y quiero hablar con la gente que está despierta toda la noche con sus amigos, «We Can't Stop» está basada en una historia real de una noche loca que tuve. Cuando escuché la canción por primera vez, capturó exactamente lo que estaba viviendo. [...] Mucha gente quería tratar de hacerme la Nicki Minaj blanca, eso no es lo que estoy tratando de hacer. Me encanta la música hood, pero es mi talento como cantante. [...] Quiero que mi álbum sea el más grande en el mundo, ya que yo he dado todo para llegar hasta aquí, incluso a amigos, familiares y relaciones, a cabo de poner primero la música. Ha sido un especie de viaje: No es como que estoy perdiendo lo que soy en realidad, encontré más información sobre lo que soy haciendo esta música. Me voy de viaje, y eso es más que un montón de 20 años de edad que pueden decir. Y todavía estoy por cambiar mucho. Porque yo no soy la misma persona que era hace seis meses, ni siquiera la misma persona que era hace dos semanas.
Miley Cyrus

Para la edición de octubre de la revista Rolling Stone, Cyrus concedió una entrevista donde habló acerca del álbum, del éxito que ha obtenido, sobre las controversias que giran en torno a su carrera y de su vida personal, asimismo la revista publicó una sesión del estadounidense Theo Wenner. Esta es la primera portada de Cyrus para dicha revista, y generó polémica al aparecer parcialmente desnuda en diversas fotografías de esta edición. Cyrus dijo a la revista que escuchó más de 20 000 veces su álbum para estar segura de que fuera perfecto: «Tengo que estar segura de que cada detalle es perfecto. Hay discos que la gente aún escucha, como Bad de Michael Jackson, porque es jodidamente bueno. Quiero que la gente escuche mi álbum así». Cyrus habló sobre las críticas racistas a su trabajo con el productor Mike Will Made It y dijo: «Yo y Mike Will [Made It] estábamos hablando de eso. Él explica: "Para mí, mi mayor éxito ha sido trabajar con una chica blanca, pero si asocias a una chica blanca trabajando con productores negros, estás siendo mal visto". Es doble moral. No me había dado cuenta, pero la gente sigue siendo racista». Finalmente la cantante declaró que su música perdure por generaciones, ella dijo: «Hay una línea que Ludacris dice en mi álbum y dice así: "Si muero antes de mi momento, por lo menos voy a seguir viviendo a través de mi música". Eso es algo que he dicho una y otra vez. Tengo que ser una artista para mucha gente, así que tengo que asegurarme de que mi álbum sea lo mejor que pueda ser. Estoy tratando de crear un nuevo estándar para la música pop. Así que tengo que vivirlo bien». El 15 de diciembre fue entrevistada por la periodista estadounidense Barbara Walters en un programa basado en entrevistas con las personas que habían marcado el 2013. Durante la entrevista, Cyrus hablo sobre su vida y carrera musical.

### Sencillos

#### Sencillos comerciales

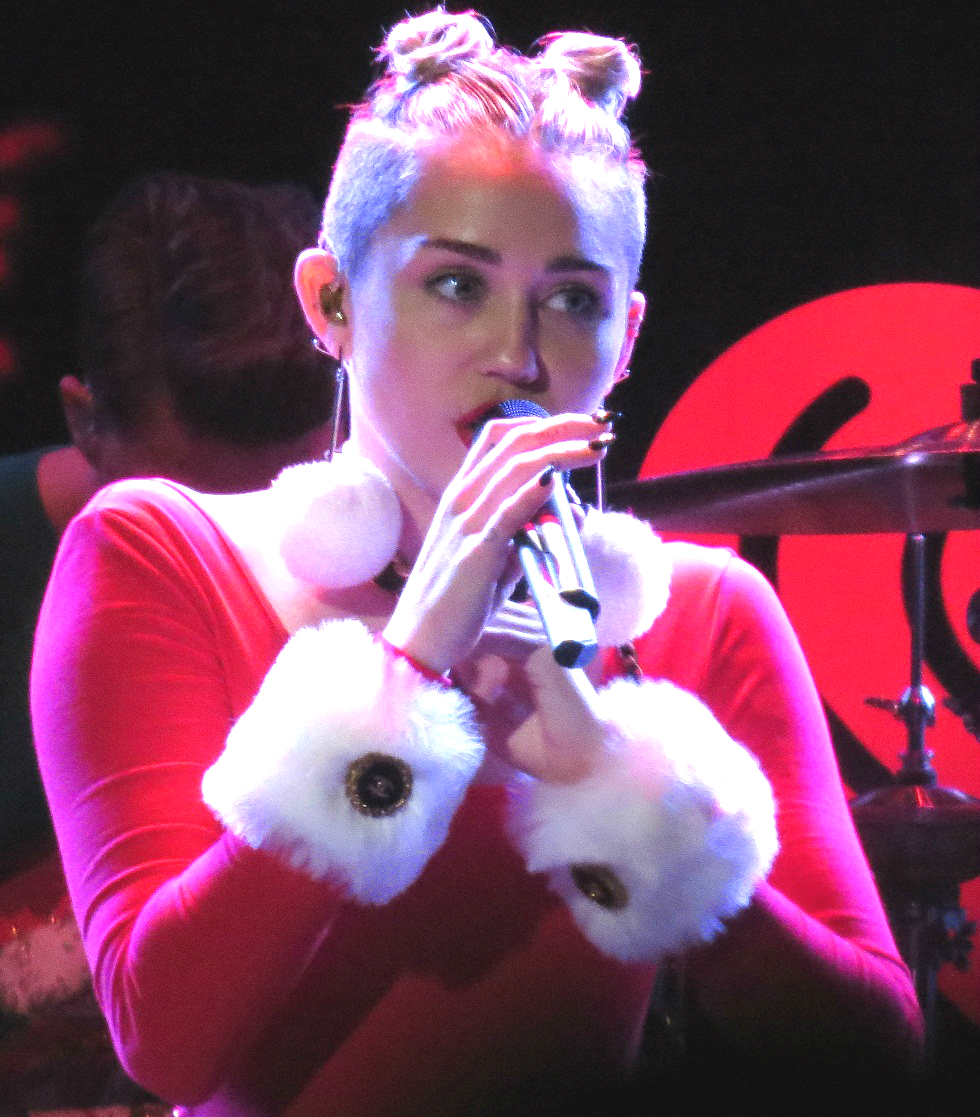
Cyrus interpretando «Adore You» durante el KIIS-FM Jingle Ball en 2013.

Para la promoción de Bangerz, se publicaron tres sencillos comerciales. «We Can't Stop», el primero de ellos, se lanzó el lunes 3 de junio de 2013, en el programa radial del locutor Ryan Seacrest. Fue escrito por Miley Cyrus, Ricky Walters, Pierre Ramon Slaughter, Timothy Thomas, Theron Thomas, Douglas Davis y Mike Will Made It, mientras que el último lo produjo. Por su parte, los críticos dieron reseñas mixtas sobre la canción, apreciando el estilo maduro de la cantante y la lírica desafiante. Tras el lanzamiento de «We Can't Stop», logró un notable éxito en las listas de iTunes, pues estuvo en las cinco primeras canciones más descargadas. En los Estados Unidos, el mercado de música más grande a nivel mundial, la canción ocupó la posición dos de Hot 100, convirtiendo a «We Can't Stop» en el segundo sencillo de Cyrus que logra esta posición después de Party in the U.S.A.. La canción hasta el momento ha llegado a alcanzar el puesto número uno en los países de Nueva Zelanda, Indonesia, Reino Unido, y Escocia. Respecto al vídeo musical, este fue grabado en Los Ángeles y Silicon Valley en California, bajo la dirección de Diane Martel. El vídeo fue estrenado en el canal oficial de Cyrus de Vevo a través de su cuenta oficial del sitio web YouTube, el 19 de junio de 2013. Un día después del estreno, el vídeo musical rompió el récord de mayor número de reproducciones en 24 horas, con 10,7 millones de visitas. Asimismo rompió el récord de mayor número de reproducciones en 24 horas por una mujer, y el récord del vídeo más rápido en lograr la certificación Vevo, con más de 100 millones de reproducciones, con tan solo 37 días desde su estreno. El vídeo recibió críticas mixtas pero en general fue descrito como «extraño, atractivo y valiente».
El segundo sencillo del álbum, «Wrecking Ball», se lanzó digitalmente el domingo 25 de agosto de 2013 en iTunes. Está producida por el dúo de reconocidos productores musicales Lukasz "Dr. Luke" Gottwald y Cirkut. Escrita por Maureen McDonald, Stephan Moccio y Sacha Skarbek. Desde su lanzamiento recibió buenas críticas por parte de los críticos musicales, quienes apreciaron la lírica y la producción en general de la canción. Algunos llegaron a comparar la canción con canciones de otros artistas, como Dolly Parton, Marina and the Diamonds y Demi Lovato. En cuanto a la recepción comercial, tuvo un gran éxito, alcanzó los cinco primeros puestos en las listas de Estados Unidos, Canadá, Reino Unido, Israel, Indonesia, Hungría, Líbano, Bulgaria, Estonia, España, Ecuador, entre otros. En Estados Unidos, la canción logró alcanzar el primer puesto de la lista Hot 100 durante tres semanas no consecutivas, convirtiéndose en el primer sencillo de Cyrus en alcanzar la máxima posición en dicho país. De acuerdo a Paul Grein de Yahoo! Music, la canción tuvo el mayor salto de posición de número uno en la lista Hot 100 desde la canción «We Are Never Ever Getting Back Together» de Taylor Swift la cual saltó del número setenta y dos al puesto uno en 2012. El vídeo fue grabado en la última semana del mes de agosto, bajo la dirección de Terry Richardson. Fue estrenado en el canal oficial de Cyrus de Vevo a través de su cuenta oficial del sitio web YouTube, el 9 de septiembre de 2013. El vídeo causó controversia debido a que la cantante aparecía desnuda, mientras montaba una bola de demolición. Al igual que su anterior vídeo, el vídeo de «Wrecking Ball» rompió el récord de mayor número de reproducciones en 24 horas y el récord de mayor número de reproducciones por una mujer en el mismo lapso de tiempo, además, consiguió ser el vídeo musical más visto del 2013.
El tercer sencillo, «Adore You», se estrenó el 17 de diciembre de 2013 en las radios americanas. Los compositores de la canción fueron Stacy Barthe y Oren Yoel, mientras que el último la produjo. En general la canción recibió críticas positivas: Jason Lipshutz de la revista Billboard elogió su producción y la letra. Asimismo Mikael Wood de Los Angeles Times describió al tema como «majestuoso» y de una excelente calidad. En los Estados Unidos, tuvo un desempeño moderado en las listas de Billboard. «Adore You» alcanzó el puesto veintiuno en la lista Hot 100 y el puesto uno en la lista Streaming Songs. El desempeño comercial internacional fue moderado debido a la poca promoción del sencillo. En Indonesia ocupó el puesto número cuatro, en Ucrania logró ocupar la posición catorce, y en Sudáfrica alcanzó la posición número cinco. El vídeo musical fue dirigido por Rankin, quien anteriormente había dirigido el vídeo musical de «Real and True». Fue estrenado el 26 de diciembre de 2013 en el canal Vevo de la cantante. El vídeo musical causó controversia debido a que Cyrus aparece semidesnuda en una cama mientras simula masturbarse. Una remezcla de la balada denominada «Adore You (Remix)», producida por Cédric Gervais fue lanzada el 3 de marzo de 2014 por el sello discográfico Spinnin' Records. La remezcla sustituye el sonido pop de la canción original, por un ritmo más rápido que incluye las vocales originales de la cantante.  La remezcla recibió críticas generalmente favorables de los críticos de música, quienes sentían que la versión era más divertida y bailable que la original. El vídeo musical de la remezcla fue estrenado a través de Spinnin' Records el 13 de febrero de 2014, y está hecho a partir del material reeditado de la versión original de la canción.
En 2023 para celebrar el décimo aniversario del álbum se lanzó una nueva edición en vinilo que incluye al sencillo independiente «23» en colaboración con Mike Will Made It, Wiz Khalifa y Juicy J.

#### Sencillos promocionales

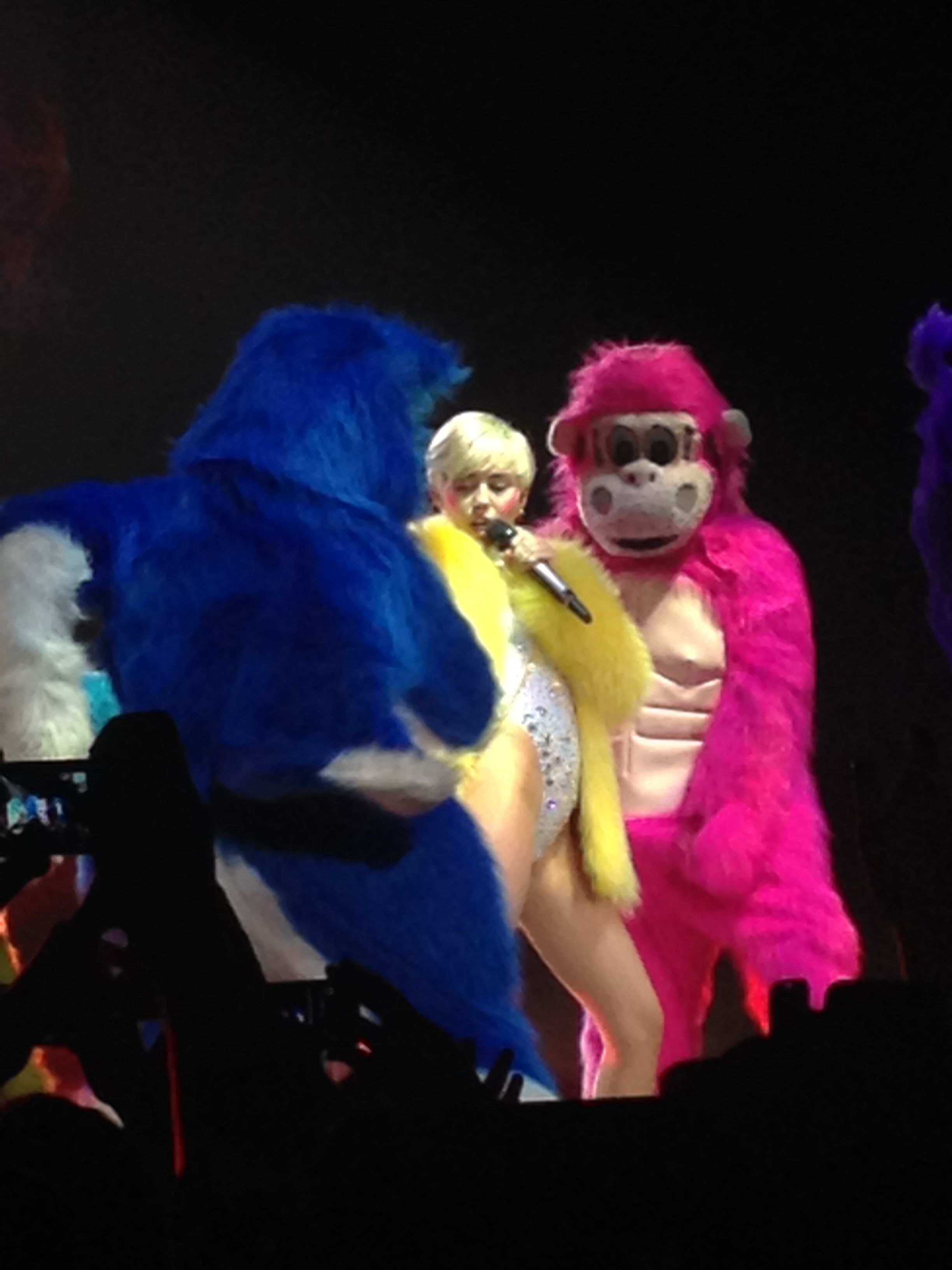
Cyrus interpretando «On My Own» durante el Bangerz Tour en 2014.

En los Países Bajos, «On My Own» se lanzó como el primer sencillo promocional el 4 de noviembre de 2013. La canción recibió la aclamación de los críticos musicales, quienes elogiaron el contenido de la letra y la interpretación vocal de Miley Cyrus. Sam Lansky de Idolator comparó positivamente el sonido y ritmo de la canción con «Under Pressure» de Queen. Asimismo Andrew Hodgson de Ultimate Guitar cataloga al ritmo de la canción como «interesante» y con una excelente línea de bajo.
La canción «4x4», donde colabora el rapero estadounidense Nelly con Cyrus, fue lanzado como sencillo promocional el 13 de enero de 2014, a pesar de que antes de tomar esta decisión, el tema había sido elegido para ser el cuarto sencillo oficial del álbum, pero por problemas de agenda de Cyrus, provocados primordialmente por su gira internacional Bangerz Tour, el tema no pudo llegar a ser lanzado como tal.  El 2 de julio de 2014, Diane Martel, directora musical que ya trabajo anteriormente con Cyrus, confirmó en una entrevista con Billboard, que «4x4», sería el cuarto sencillo del álbum, cuyo vídeo musical sería dirigido por ella misma, como lo hizo anteriormente con «We Can't Stop». El vídeo musical debía haber sido lanzado en agosto de 2014, pero por cuestiones desconocidas, nunca se llegó a realizar. La canción fue compuesta por Cornell Hayes, Jr, Miley Cyrus y Pharrell Williams, mientras que el último la produjo. Sin ser lanzado como sencillo, La canción logró ocupar el puesto siete en Corea del Sur, y el puesto cincuenta y seis en los Países Bajos. «4x4» recibió críticas generalmente favorables de los críticos de música contemporánea, que apreciaron su producción y la individualidad en general en comparación con el resto de pistas incluidas en el álbum Bangerz. Asimismo, en agosto de 2014, Ubisoft reveló que la canción aparecería en el videojuego de baile Just Dance en su edición de 2015.

### Presentaciones
Promocionando la primera publicación de Bangerz, Cyrus se presentó en el programa de Jimmy Kimmel Live!, mediante un mini-concierto realizado el día 25 de junio de 2013. Al respecto, el eje del repertorio homólogo de ésta lo conformó tres canciones, dos de Cyrus y una junto con el cantante will.i.am: «We Can't Stop» en la apertura; «Fall Down» en el intermedio; y «Party in the U.S.A.» al cierre. Dicha presentación fue vista por algunos espectadores, grabadas por el programa y transmitidas en su horario nocturno en el canal ABC. El miércoles 26 de junio de 2013, Cyrus realizó una presentación en Times Square, en la ciudad estadounidense Nueva York, donde volvió a interpretar a «We Can't Stop» y «Fall Down» con will.i.am, como parte del repertorio. La presentación fue transmitida en vivo, a través del matinal Good Morning America de la cadena ABC. El viernes 28 de junio de 2013, Cyrus realizó una presentación en Mackapalooza Pool Party, en la ciudad de Miami, donde volvió a interpretar a «We Can't Stop».
El 25 de agosto de 2013, Cyrus se presentó en los premios MTV Video Music Awards, en el Barclays Center, Brooklyn. Esta fue la primera vez que subiría al escenario de una premiación promocionando un sencillo desde su presentación en los MTV Europe Music Awards 2010 con «Who Owns My Heart». Para su presentación Cyrus interpretó «We Can't Stop» y «Blurred Lines» junto con el cantante Robin Thicke. Su actuación fue la más comentada y criticada de los premios, ya que fue muy «provocadora» al bailar twerk con osos de peluche y con sus bailarinas. Además el canal MTV censuró algunas partes de «We Can't Stop» donde Cyrus habla de éxtasis y de la cocaína. A pesar de las variadas críticas hacia la actuación de la cantante, la presentación de Cyrus logró romper un récord al alcanzar más de 306 000 tuits por minuto, rompiendo así el récord que había alcanzado Beyoncé durante su presentación en el Superbowl de 2013, así como el apagón de dicho evento.
En septiembre de 2013, Cyrus se embarcó en una gira por los principales programas de televisión de Europa, para promocionar el primer sencillo del álbum. La primera presentación de esta gira fue el 7 de septiembre en Alemania, en donde Cyrus interpretó «We Can't Stop» en el programa Schlag den Raab. La segunda presentación fue el 9 de septiembre de 2013 en Francia, en donde la cantante concedió una entrevista al programa Le Grand Journal, e interpretó la canción. La última fecha de esta gira fue el 12 de septiembre de 2013 en Reino Unido, en donde Cyrus interpretó «We Can't Stop» junto a su banda, además concedió una entrevista en el programa Alan Carr: Chatty Man. El 21 de septiembre de 2013, Cyrus se presentó en el iHeartRadio Music Festival de Las Vegas, donde volvió a interpretar «We Can't Stop» y otras canciones como «Party in the U.S.A.», «Look What They've Done To My Song» de la cantante Melanie Safka, así como su segundo sencillo «Wrecking Ball». Antes de la actuación de Cyrus, la cantante estadounidense Britney Spears salió al escenario para presentarla, Spears dijo: «La siguiente presentación se encuentra en todas partes, he disfrutado colaborar con ella en Bangerz. Ella es genial, y ella está a punto de interpretar su hit número uno «Wrecking Ball» por primera vez en la historia. Mi chica está a punto de llegar a trabajar, perra». Cyrus agradeció a sus fanáticos el éxito de su segundo sencillo, antes de interpretar «Wrecking Ball», Cyrus dijo: «¡Estoy aquí hoy para celebrar con ustedes mi primer número uno en Billboard, que logre esta semana!».
El 5 de octubre de 2013, Cyrus fue invitada al programa de televisión Saturday Night Live en donde interpretó «Wrecking Ball» con una camiseta holgada con la leyenda Poison, haciendo referencia a la banda. Luego apareció con un vestido con capucha blanco con transparencia para interpretar una versión acústica de «We Can't Stop». El 7 de octubre de 2013, Cyrus se presentó en Today Show, ella utilizó una camiseta blanca y mini-short del mismo color. El repertorio de canciones estuvo conformado por «We Can't Stop», «Wrecking Ball» y una versión renovada de «Party in the U.S.A.». El día del estreno mundial del álbum, la cantante interpretó «We Can't Stop» y «Wrecking Ball» en el programa de televisión Late Night with Jimmy Fallon, la primera canción la cantó en versión a capela junto al grupo de rap The Roots.

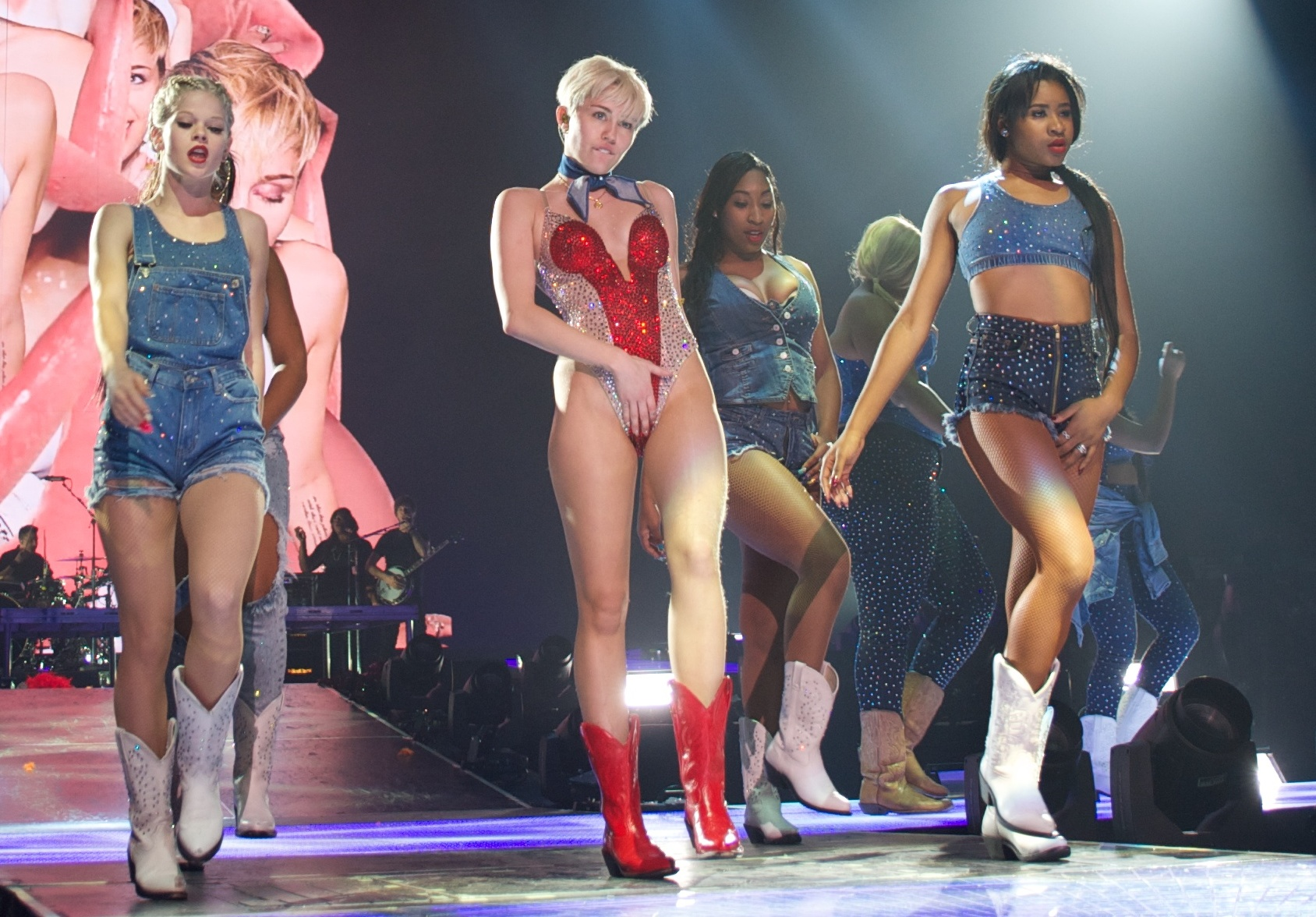
Cyrus interpretando «Do My Thang» durante el Bangerz Tour en 2014.

En el mes de noviembre siguieron las actuaciones, el sábado 9 de dicho mes, la cantante se presentó en el programa de televisión Wetten, dass..? de Alemania, para interpretar «Wrecking Ball», cabe destacar que la última vez que Cyrus se presentó en dicho programa fue para promocionar su sencillo «Who Owns My Heart» en 2010. El 10 de noviembre, Cyrus cantó «We Can't Stop» para abrir la ceremonia de premiación de los MTV Europe Music Awards 2013, celebrados en Ámsterdam, asimismo interpretó «Wrecking Ball». Diversos medios, calificaron a las presentaciones como «únicas», resaltando que el vestuario de Cyrus era más decente a comparación del utilizado en los MTV Video Music Awards realizados en agosto de ese mismo año. Por otra parte, el vídeo musical de la canción fue galardonado con el premio al mejor vídeo del año, categoría en la que competía contra «Mirrors» de Justin Timberlake, «Applause» de Lady Gaga, «Blurred Lines» de Robin Thicke y «Up in the Air» de 30 Seconds to Mars. El 14 de noviembre, la cantante se presentó en los Premios Bambi 2013 de Alemania, donde interpretó «Wrecking Ball» en versión acústica, además fue reconocida con el premio artista pop internacional, dicho premio es otorgado a los máximos exponentes de la música pop en el mundo.
El 17 de noviembre, Cyrus se presentó en The X Factor en donde interpretó la canción «Wrecking Ball», caracterizando a una egipcia en un desierto, detrás del escenario se proyectaron imágenes que aludieron a la temática del vídeo musical. El 24 de noviembre la cantante se presentó en los American Music Awards 2013 celebrados en el L.A. Live de la ciudad de Los Ángeles, la temática de la presentación estaba basada en el espacio exterior, en la parte posterior del escenario se proyectó una imagen de "gato espacial" que cantaba la canción con sincronía de labios junto con Cyrus, además lloraba lágrimas de diamantes. Cyrus actuó en los espectáculos del Jingle Ball National Tour organizados por radios estadounidenses, realizando una pequeña gira navideña por Estados Unidos interpretando algunos de sus éxitos. Para celebrar el año nuevo, Cyrus estuvo en el Dick Clark's New Year's Rockin' Eve presentado por Ryan Seacrest en Times Square el 31 de diciembre, interpretando «#GETITRIGHT» y «Wrecking Ball», sin embargo se esperaba se actuación junto con Pharrell Williams en el hotel Fontainebleau Miami Beach de Miami, Florida.
El 25 de enero de 2014, Cyrus actuó en la gala pre-fiesta de los Premios Grammy de Clive Davis, en donde interpretó «#GETITRIGHT», una versión de «Jolene» de Dolly Parton y finalizó con «Wrecking Ball». El 29 de enero de 2014, Cyrus realizó un concierto acústico para el programa MTV Unplugged, cantando en versión acústica algunos de los temas de Bangerz y otras de sus canciones, el espectáculo contó con la actuación de la cantante Madonna. El 9 de mayo de 2014, Cyrus actuó en el club G-A-Y en la ciudad de Londres, Reino Unido. El 27 de mayo la cantante se presentó en la gala de los World Music Awards de 2014, celebrados en Montecarlo, Mónaco. En la ceremonia, interpretó una versión a piano de «Wrecking Ball» y ganó el premio a mejor vídeo pop. El 21 de junio de 2014, Cyrus participó en el festival musical Summertime Ball en Londres, en frente de 80 000 personas en el Estadio Wembley. El 13 de octubre de 2014, aprovechando su estancia en Australia por su gira mundial, Cyrus realizó una presentación especial por el programa matutino Sunrise, frente a la Ópera de Sídney, donde interpretó sus sencillos «Wrecking Ball» y «We Can't Stop», además de dos versiones de las canciones «I’ll Take Care Of You» de Etta James y «The Scientist» de Coldplay.

### Uso de los medios de comunicación

#### Documental

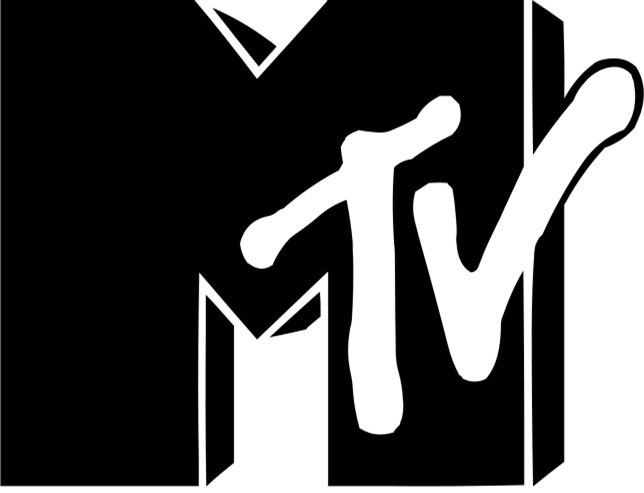
Miley: The Movement fue creado y transmitido por MTV.

El 10 de septiembre de 2013, el canal de televisión por cable MTV publicó un avance del documental Miley: The Movement, que fue estrenado el 2 de octubre de 2013, y el cual formó parte de la promoción del álbum. Este fue dirigido por Paul Bozymowski y basado en una entrevista y en grabaciones hechas a Cyrus durante el periodo comprendido entre los meses de junio y octubre de 2013: período en el que ajustaba los últimos preparativos para la publicación y promoción de Bangerz. El día del estreno del documental, logró tener éxito en audiencia y en las redes sociales. El documental tuvo una duración de una hora, su estructura está basada en las primeras actuaciones de Cyrus para promocionar su álbum, así como el proceso creativo de este. Los artistas y cantantes que aparecieron en el documental fueron: Britney Spears, Pharrell Williams, Robin Thicke y Mike Will Made It. Cyrus respecto a las críticas a su comportamiento comento durante el documental: «A la gente le gusta decir que es una etapa. No es una etapa. Soy la misma persona, con el mismo corazón que tenía hace cinco años. Así que no es una etapa. Es un movimiento, es crecimiento. Es un cambio».
El director Paul Bozymowsk confesó que antes de firmar el contrato con MTV para dirigir el documental, él pensaba que sabía todo lo que se tenía que saber acerca de la vida de Miley Cyrus. Resulta que estaba equivocado. Él reveló a MTV News:

A medida que profundicé en su historia [de Cyrus], me di cuenta de que había algo muy interesante que hacer aquí, [Cyrus] está pasando por un cambio y grandes cosas pueden suceder en medio de este cambio: la aceptación del público, la exploración privada. Yo sabía que [el documental] no iba a ser un detrás de las escenas, sino que iba a contar la historia de lo que está pasando en este momento en particular de su vida. [...] Ella [Cyrus] es la fuerza creativa detrás de todo, y ella está teniendo atención muy meticulosa a los detalles, cuando ella entra en algo que va en cien por ciento, y se dio el cien por ciento en este disco, es tan importante para ella que está haciendo todo lo posible para que sea un éxito.
Paul Bozymowsk

#### MTV Unplugged

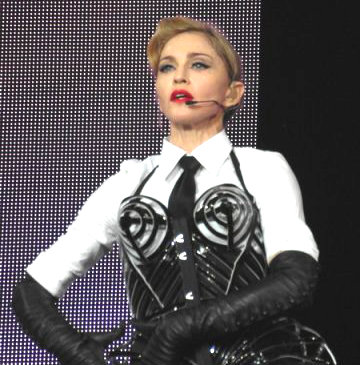
Madonna fue la invitada especial en el concierto acústico de Miley Cyrus.

El lunes 20 de enero de 2014, la cadena de televisión MTV anunció que Cyrus realizaría una especial en su canal interpretando algunas canciones en acústico del álbum Bangerz en los estudios Sunset Gower de Hollywood. La cantante realizó este concierto en vivo el 29 de enero de 2014 junto con su invitada especial, Madonna. Amy Doyle, vicepresidente ejecutivo de la música y la estrategia de programación de talento para MTV, comentó en un comunicado que «la etapa de Unplugged ha albergado algunas de las presentaciones en vivo más emblemáticas de todos los tiempos», según la revista Billboard, esto marca una nueva etapa en la carrera de la cantante, siguiendo los pasos de varios artistas que han participado en la franquicia de Unplugged desde su creación 1989, como Nirvana, Bruce Springsteen, Florence + the Machine y Adele.
Para su actuación, Cyrus abordó una temática estilo country, en la cual realizó versiones acústicas de «Wrecking Ball», «Adore You», «#GETITRIGHT», «Drive», «Do My Thang», «Rooting For My Baby», «SMS (Bangerz)», «4x4», además realizó una versión de la canción «Jolene» de Dolly Parton. La cantante estadounidense Madonna apareció como invitada especial para cantar un mash-up de las canciones «We Can't Stop» y su sencillo del año 2000, «Don't Tell Me». Respecto al dueto con Madonna, Cyrus comento: «Ha sido uno de los mejores momentos de toda mi carrera, una genialidad. Hoy ha sido uno de esos días en los que no me ha costado nada levantarme de la cama. Actuar con Madonna vestida de vaquera y con unas grandes botas es todo lo que podría soñar. La verdad es que todo ha salido a la perfección, estoy muy contenta». Una versión no censurada de la especial fue publicado en línea el 6 de febrero, y se incluye una versión adicional de la canción «Why'd You Only Call Me When You're High?» por Arctic Monkeys, recibiendo buenas críticas por esta versión. Asimismo, los propios integrantes de la banda alabaron a la cantante, diciendo que «La versión de Miley Cyrus es nuestra favorita. Golpea más notas altas que las que nosotros podamos».
Tamar Anitai de MTV publicó una crítica en el sitio web oficial de la cadena norteamericana, donde sostuvo que: «la actuación de Miley Cyrus en su MTV Unplugged demostró una vez por todas, que más allá de los titulares y las fotografías que muestran la lengua y el circo mediático sin fin, hay un corazón y una voz. Una de las más grandes, más audaces, y una de las voces más importantes música», asimismo calificó el dueto entre Cyrus y Madonna como «otro momento legendario de la música pop». Además, en diciembre de 2014 la radio británica Capital FM nombró a la actuación de las dos cantantes como uno de los momentos más importantes y relevantes del panorama musical de ese mismo año. Asimismo, Madonna en su página de Facebook recordó este momento en diciembre de 2014 como uno de los mejores del año.

### Gira musical
Durante su aparición en Today el 7 de octubre, Cyrus mencionó por primera vez sus intenciones de realizar una gira en 2014. El 26 de octubre de 2013, Cyrus se presentó en el programa de televisión Saturday Night Live para anunciar oficialmente los preparativos para su gira titulada Bangerz Tour, que iniciaría en 2014. De acuerdo con el periódico NY Post, las empresas promotoras de conciertos, Live Nation y AEG Live, se disputaron para lograr promover la gira de la cantante. Después de meses de espera, la empresa Live Nation logró ser elegida por la cantante y por el sello discográfico RCA Records, debido a que se dispuso a pagar a la cantante más de $500 000 dólares por presentación. La primera etapa de la gira visitó América del Norte y estaba programado originalmente para incluir treinta y ocho espectáculos, además para esta etapa los actos de apertura fueron el dúo sueco Icona Pop y la cantante estadounidense Sky Ferreira.

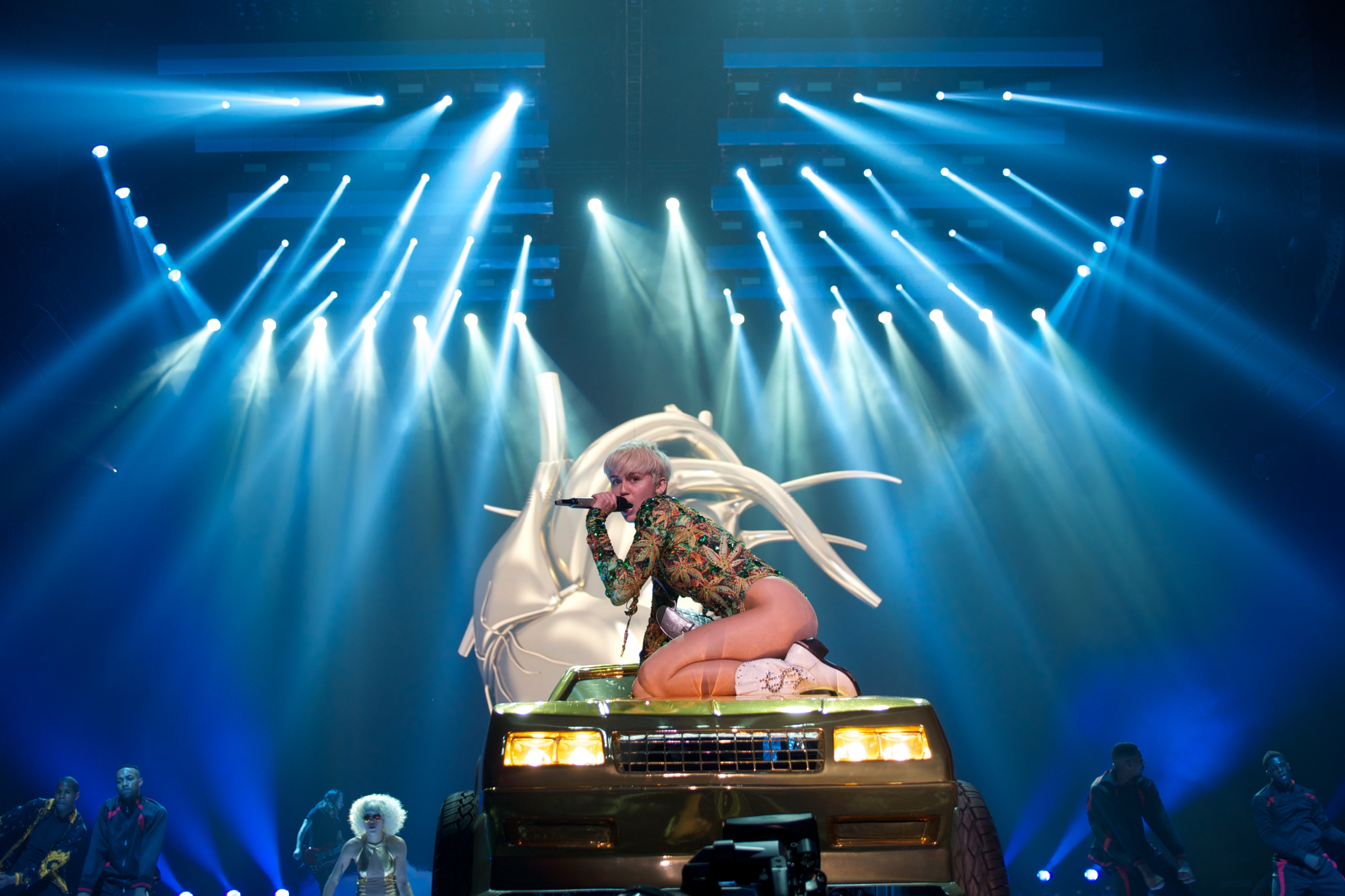
Cyrus interpretando «Love Money Party» durante la gira.

Las entradas para la primera etapa norteamericana se pusieron en venta el 16 de noviembre; comenzó en el Rogers Arena en Vancouver el 14 de febrero de 2014, y originalmente planeado para concluir el 24 de abril en el Nassau Veterans Memorial Coliseum en Uniondale, Nueva York. Sin embargo, varias presentaciones se aplazaron después de que Cyrus experimentara una reacción alérgica a unos antibióticos el 15 de abril. Las fechas reprogramadas tuvieron problemas con dos actuaciones adicionales; las presentaciones comenzaron el 1 de agosto en el Nassau Veterans Memorial Coliseum en Uniondale, y concluyeron el 14 de agosto en el United Center en Chicago.
La gira tuvo un total de 80 fechas, ofreciendo conciertos en América del Norte, Europa, América Latina y Oceanía. Además, se emitió un especial del espectáculo en el canal estadounidense NBC, titulado Miley Cyrus: Bangerz Tour. El repertorio original de la gira estuvo conformado por veinte canciones, de las cuales quince fueron extraídas del álbum Bangerz. También incluye dos sencillos de Miley Cyrus lanzados entre los años 2009 y 2010: «Party in the U.S.A.» y «Can't Be Tamed», además de versionar diferentes canciones de artistas como Dolly Parton, The Beatles, Bob Dylan o Etta James según transcurría la gira en las diferentes ciudades visitadas. La gira obtuvo críticas favorables, llegando a ser comparada con los espectáculos realizados por la cantante Madonna, aunque se vio envuelta en polémicas por el contenido explícito del espectáculo, como la que se desenvolvió en República Dominicana por la cancelación del concierto previsto en la capital de la isla por ser considerado un espectáculo que «no respetaba los valores morales de la república».
Este espectáculo supuso la vuelta a los escenarios por parte de Cyrus, ya que desde el Gypsy Heart Tour de 2011, no realizaba una gira, debido a que se encontraba en el proceso de la creación de su cuarto álbum de estudio y en la redirección de su carrera tras su nuevo contrato con la discográfica RCA Records de Sony Music Entertainment, dando lugar a que dejase atrás su pasado con la Compañía Disney y su antigua discográfica, Hollywood Records. Cabe destacar que a mediados de 2014, cuando la gira tenía cuatro meses de haber empezado, el portal PollStar la situó en la decimocuarta posición en la lista de las giras con mayor recaudación, con más de 34,5 millones de dólares recaudados con 54 conciertos realizados. En diciembre de 2014 se conoció, gracias a la revista Billboard, que el Bangerz Tour recaudo 57 982 939 dólares con 66 espectáculos ofrecidos entre América del Norte y Europa. Finalmente, el 30 de diciembre de 2014 gracias a PollStar se supo que con 79 fechas, la gira recaudo 62 900 000 dólares, situándose así en la decimosexta posición de las veinte giras más recaudadores del año.

## Impacto
| «Miley pasó del puesto 350 en la lista de las celebridades más solicitados para las asociaciones de grandes marcas a estar entre los diez primeros, prácticamente en una noche. Ella no es difícil de vender. Si se trata de una marca vanguardista, que va a trabajar. [...] Esto no quiere decir que su personalidad no puede cambiar de nuevo, basta con mirar las muchas caras de Christina Aguilera a través de sus años de formación o de Madonna, debemos saber que los artistas pueden evolucionar y mantener su relevancia en un mercado siempre cambiante». ——Lori Landew y Adam Kluger hablando para la revista Forbes sobre el potencial de Cyrus de adoptar otra imagen pública mediante la comparación con otras cantantes con antecedentes similares. |

El álbum Bangerz y sus espectáculos para su promoción se han establecido en gran medida para crear una imagen sexualmente provocadora de Cyrus, principalmente para desligarse de su alter ego, Hannah Montana. Zack O'Malley Greenburg de la revista Forbes señaló que sus actuaciones, vídeos musicales, y su comportamiento, se recibieron por parte del público como una «condena junto con toda la atención» en el período previo al lanzamiento del álbum; sugirió que esto fue intencional por lo que «[los padres] nunca volverán a comprar de nuevo los productos relacionados con Cyrus o su álter ego adolescente, Hannah Montana». John Murphy de MusicOMH declaró que la actuación de Cyrus en los MTV Video Music Awards 2013 se convirtió en «el evento sísmico, y aseguro, que nunca vamos a recordar el 2013, sin pensar en ella», opinando además, que la promoción previa al lanzamiento de Bangerz es objeto de admiración hacia las relaciones públicas de Cyrus.
Andrew Unterberger de la revista Billboard sintió que Bangerz desarrolló una imagen más madura Cyrus, algo que su tercer álbum, Can't Be Tamed (2010) no pudo lograr. Él sugirió que Cyrus no tenía verdadero plan para la creación de un personaje público en 2010, sin embargo afirmó que ella «ahora se siente firmemente en control de su música y su imagen» en 2013. Marlow Stern, de The Daily Beast compartió un sentimiento similar, afirmando que Cyrus «está completamente en control de lo que está haciendo», después de sus recientes controversias, que describió como un «cálculo artístico puro que nace de la desesperación leve», y lo ha hecho con éxito porque «casi cualquier cosa que hiciese, era para ganar nuestra atención». Zack O'Malley Greenburg de Forbes comentó que a pesar de las críticas, entre «las visitas en YouTube y un récord de ventas con su imagen», aparece una «nueva Cyrus» que en esencia es «comercializable como siempre lo ha sido». El escritor de Glamour, Mickey Woods comparó la «era» de promoción de Bangerz con los álbumes de estudio Britney (2001) y Stripped (2002), de Britney Spears y Christina Aguilera respectivamente, en «los dos álbumes de estas leyendas fueron salvajemente experimentales», y agregó que proyecto de Cyrus «probablemente será considerado emblemático, tal vez inclusive clásico». Mark Jacobs de la revista V comparó el álbum de Cyrus con  Control (1986) de Janet Jackson, por ser una artista con potencial como Jackson.
Patrick Ryan de USA Today, comentó que las colaboraciones de Cyrus con Mike Will Made It contribuyeron al crecimiento de la fama de él, su estatus como productor ejecutivo le ha ayudado, «[saltó] a la vanguardia como un personaje interesante [...] en una época donde una gran cantidad de productores han caído». Desde un punto de vista comercial, Suzanne Cowie de Babble sugirió que la semana de estreno del álbum y su posterior declive apoyan su idea de que el formato de álbum de estudio está llegando a su fin, debido a que «los consumidores sólo están interesados en los sencillos». Opinó además, que lo hacen porque «no tienen tiempo para sentarse y escuchar un álbum en su totalidad», y atribuye el auge de las descargas digitales con la promoción del álbum, donde los consumidores «[no han] conectado de ninguna manera con la banda o cantante y sus esperanzas para sus grabaciones». Aun así, Bangerz consiguió vender 2 millones de copias en el mundo para marzo de 2015, según la Federación Internacional de la Industria Fonográfica (IFPI).
En diciembre de 2013, MTV nombró a Cyrus como la mejor artista de ese mismo año, en cuyos criterios se tomaron en cuenta, las ventas de Bangerz. James Montgomery de MTV News se refirió a la decisión que tomó el canal debido a que Cyrus «[declaró] su independencia y [dominó] el paisaje de la cultura pop», añadiendo que «ella educó y sorprendió a todos nosotros en el año 2013, y lo hizo en sus propios términos». Otro medio que también nombró a la cantante como «artista del año» fue el canal estadounidense ABC. A principios del mes diciembre de 2013, Cyrus apareció entre los diez primeros finalistas de la revista Time para el título de persona del año, siendo la única cantante en la lista, a pesar de que perdió ante el Papa Francisco; ella apareció en la lista de las 10 personas más fascinantes del 2013 realizada por Barbara Walters. La revista Billboard nombró a Cyrus como la más comentada estrella del pop de 2013, y también reconoció la polémica evolución de su carrera como el momento top music del año. La cantante también fue nombrada como la persona más buscada del año en Google, Leah Chernikoff de la revista Elle describió al desempeño de Cyrus como un golpe tras otro en el 2013. El 11 de abril de 2014, la revista estadounidense Parade publicó los beneficios que varios artistas consiguieron en 2013, donde Cyrus se ubicó en la segunda posición, siendo la mujer con una mayor fortuna, con 76,5 millones de dólares. La cantante también apareció en la lista de las personas más influyentes, publicada por Time, con una reseña escrita por Dolly Parton.
En febrero de 2015, con motivo de la celebración de la Super Bowl XLIX, cuyo halftime show estuvo a cargo de la cantante y amiga de Cyrus, Katy Perry, la revista norteamericana Billboard realizó una lista de los artistas que deberían realizar dicho espectáculo en las ediciones posteriores. En dicha lista Cyrus apareció como la apuesta de la revista para el 2025, con la siguiente reseña: «Miley? En el Super Bowl? (...) Sí, el año 2025. Si usted o alguien sigue preocupado por la twerk que Miley Cyrus hizo en los VMAs en 2013, realmente hay algo de malo en nuestra sociedad. Cyrus mostró un talento impresionante en su reinvención, la destrucción de la imagen Disney (...) y la creación de dos de sus más grandes éxitos hasta el momento: «We Can't Stop» y «Wrecking Ball». Si alguien piensa que Miley Cyrus puso su lengua fuera y el swing para siempre, está muy equivocado, y carece de imaginación. Si además considera que Miley no será capaz de construir más y más éxitos pop, que durarán para siempre, cuando ella tenga 32 años (!!!!!) en 2025, entonces esto significa que usted es un hater de Miley. Además, un "espectáculo de medio tiempo por Miley Cyrus" daría a todo el mundo la única cosa que todos realmente queremos: escuchar «Party in the U.S.A.» en vivo en la Super Bowl. Nos vemos en una década, Miley.»

## Otras canciones
A pesar de no ser lanzadas como sencillos, otras canciones del álbum ingresaron a algunas listas de popularidad. Entre ellas, cabe destacar a «FU» y «Do My Thang», las cuales recibieron el disco de oro en Estados Unidos por haber vendido más de quinientas mil copias en el país. A continuación, una lista de las posiciones que estuvieron en algunos conteos:
| Canción                              | Posiciones | Posiciones | Posiciones | Posiciones |
| Canción                              | EUA        | CAN        | UK         | KOR        |
| ------------------------------------ | ---------- | ---------- | ---------- | ---------- |
| «SMS (Bangerz)» (con Britney Spears) | 110        | —          | 157        | —          |
| «My Darlin'» (con Future)            | 112        | 80         | —          | —          |
| «Love Money Party» (con Big Sean)    | —          | —          | —          | 115        |
| «Get It Right»                       | —          | —          | —          | 125        |
| «Drive»                              | 87         | 90         | 136        | —          |
| «FU» (con French Montana)            | 101        | —          | —          | 131        |
| «Do My Thang»                        | 123        | —          | —          | —          |
| «Maybe You're Right»                 | 106        | 85         | 141        | —          |
| «Someone Else»                       | 93         | 97         | 172        | —          |
| «Hands In The Air» (con Ludacris)    | 125        | 99         | 169        | 147        |

## Listado de canciones
- Edición estándar

| Bangerz |                                      | |                                               |          |  |
| N.º     | Título                               | Escritor(es)                                                                                              | Productor(es)                                 | Duración |  |
| 1.      | «Adore You»                          | Stacy Barthe Oren Yoel                                                                                    | Yoel                                          | 4:38     |  |
| 2.      | «We Can't Stop»                      | Miley Cyrus Michael Williams II Ricky Walters Pierre Slaughter Timothy Thomas Theron Thomas Douglas Davis | Mike Will Made It P-Nasty* Rock City^         | 3:51     |  |
| 3.      | «SMS (Bangerz)» (con Britney Spears) | Cyrus Sean Garrett M. Williams Marquel Middlebrooks                                                       | Mike Will Made It Marz*                       | 2:49     |  |
| 4.      | «4x4» (con Nelly)                    | Cyrus Cornell Hayes, Jr. Pharrell Williams                                                                | P. Williams                                   | 3:11     |  |
| 5.      | «My Darlin'» (con Future)            | Cyrus Jeremy Felton M. Williams Ben E. King Jerry Leiber Slaughter Mike Stoller Nayvadius Wilburn         | Mike Will Made It P-Nasty* Tyler Sam Johnson^ | 4:03     |  |
| 6.      | «Wrecking Ball»                      | Cyrus Lukasz Gottwald Henry Walter Maureen McDonald Stephan Moccio Sacha Skarbek                          | Dr. Luke Cirkut                               | 3:41     |  |
| 7.      | «Love Money Party» (con Big Sean)    | Cyrus Sean Anderson Garrett M. Williams Middlebrooks Wilburn                                              | Mike Will Made It Marz*                       | 3:39     |  |
| 8.      | «#GETITRIGHT»                        | P. Williams                                                                                               | P. Williams                                   | 4:24     |  |
| 9.      | «Drive»                              | Cyrus M. Williams Samuel Jean Slaughter Ethan Lowery                                                      | Mike Will Made It P-Nasty*                    | 4:15     |  |
| 10.     | «FU» (con French Montana)            | Cyrus Rami Afuni Karim Kharbouch McDonald                                                                 | Afuni                                         | 3:51     |  |
| 11.     | «Do My Thang»                        | Cyrus William Adams Michael McHenry Ryan Buendia Kyle Edwards Jean-Baptiste                               | McHenry Edwards will.i.a. m. *                | 3:45     |  |
| 12.     | «Maybe You're Right»                 | Cyrus M. Williams T. Johnson Camaron Ochs John Shanks Slaughter                                           | Mike Will Made It P-Nasty*                    | 3:33     |  |
| 13.     | «Someone Else»                       | Cyrus M. Williams McDonald Slaughter Theron Thomas Timothy Thomas                                         | Mike Will Made It P-Nasty*                    | 4:48     |  |
| 50:28   |                                      | |                                               |          |  |

- Edición especial

| Bangerz — Edición de lujo |                                   |                                                                         |                            |          |  |
| N.º                       | Título                            | Escritor(es)                                                            | Productor(es)              | Duración |  |
| 14.                       | «Rooting For My Baby»             | Cyrus P. Williams                                                       | P. Williams                | 3:20     |  |
| 15.                       | «On My Own»                       | P. Williams                                                             | P. Williams                | 3:52     |  |
| 16.                       | «Hands In The Air» (con Ludacris) | Cyrus Christopher Bridges Asia Bryant M. Williams Samuel Jean Slaughter | Mike Will Made It P-Nasty* | 3:22     |  |
| 61:02                     |                                   |                                                                         |                            |          |  |

| Bangerz — Edición 10.º aniversario |                                                     |                                                                                        |                            |          |  |
| N.º                                | Título                                              | Escritor(es)                                                                           | Productor(es)              | Duración |  |
| 17.                                | «23» (con Mike Will Made It, Wiz Khalifa y Juicy J) | Cyrus M. Williams Slaughter Theron Thomas Timothy Thomas Jordan Houston Cameron Thomaz | Mike Will Made It P-Nasty* | 4:12     |  |
| 65:14                              |                                                     |                                                                                        |                            |          |  |

Notas
- «*» indica coproductor de la canción
- «^» denota productor adicional.
- La versión de lujo está conformada por: Bangerz (Deluxe Edition), una plantilla con calcomanías personalizadas por la cantante y una portada alternativa de edición limitada.[282]

Créditos de sample
- «We Can't Stop» contiene un sample de la canción «La Di Da Di», escrita por Douglas Davis y Ricky Walters.
- «My Darlin'» contiene un sample de la canción «Stand by Me», escrita por Jerry Leiber, Mike Stoller, y Ben E. King.
- «SMS (Bangerz)» contiene un sample de la canción «Push It», escrita por Hurby Azor y Raymond Douglas Davies.

## Listas de popularidad
| País (Lista 2013–14)               | Mejor posición | Ref     |
| ---------------------------------- | -------------- | ------- |
| Alemania                           | 9              | [ 109 ] |
| Argentina                          | 1              | [ 283 ] |
| Australia                          | 1              | [ 284 ] |
| Australia (Digital Chart)          | 1              | [ 285 ] |
| Austria                            | 4              | [ 286 ] |
| Bélgica (Ultratop 50)              | 5              | [ 106 ] |
| Bélgica (Ultratop 40)              | 11             | [ 287 ] |
| Brasil                             | 1              | [ 288 ] |
| Canadá                             | 1              | [ 289 ] |
| Chile                              | 1              | [ 290 ] |
| Corea del Sur (edición de lujo)    | 21             | [ 291 ] |
| Corea del Sur (edición estándar)   | 36             | [ 291 ] |
| Croacia                            | 19             | [ 292 ] |
| China                              | 10             | [ 293 ] |
| Dinamarca                          | 3              | [ 294 ] |
| Escocia                            | 1              | [ 104 ] |
| España                             | 2              | [ 295 ] |
| Estados Unidos (Billboard 200)     | 1              | [ 296 ] |
| Estados Unidos (Current Albums)    | 1              | [ 297 ] |
| Estados Unidos (Digital Albums)    | 1              | [ 132 ] |
| Estados Unidos (Tastemaker Albums) | 4              | [ 298 ] |
| Finlandia                          | 23             | [ 299 ] |
| Francia                            | 8              | [ 300 ] |
| Francia (Albums téléchargés)       | 2              | [ 301 ] |
| Francia (Albums physiques)         | 14             | [ 302 ] |
| Grecia                             | 5              | [ 303 ] |
| Hungría                            | 8              | [ 304 ] |
| Irlanda                            | 1              | [ 105 ] |
| Italia                             | 3              | [ 305 ] |
| Japón                              | 24             | [ 306 ] |
| México                             | 3              | [ 307 ] |
| Noruega                            | 1              | [ 308 ] |
| Nueva Zelanda                      | 2              | [ 309 ] |
| Países Bajos                       | 6              | [ 108 ] |
| Países Bajos (Media Markt Top 40)  | 12             | [ 310 ] |
| Polonia                            | 20             | [ 311 ] |
| Portugal                           | 4              | [ 312 ] |
| Reino Unido                        | 1              | [ 103 ] |
| Reino Unido (Album Downloads)      | 1              | [ 313 ] |
| República Checa                    | 11             | [ 314 ] |
| Suecia                             | 4              | [ 107 ] |
| Sudáfrica                          | 5              | [ 315 ] |
| Suiza                              | 7              | [ 110 ] |
| Taiwán                             | 1              | [ 316 ] |
| País (Lista 2023)                  | Mejor posición | Ref     |
| Grecia (IFPI)                      | 2              | [ 317 ] |

| País (Lista 2013)   | Mejor Posición | Ref     |
| ------------------- | -------------- | ------- |
| Argentina (octubre) | 4              | [ 318 ] |
| Uruguay (CUD)       | 5              | [ 319 ] |

| País (Lista 2013)               | Mejor Posición | Ref     |
| ------------------------------- | -------------- | ------- |
| Argentina                       | 22             | [ 320 ] |
| Australia                       | 64             | [ 321 ] |
| Bélgica (Flandes)               | 100            | [ 322 ] |
| Bélgica (Valona)                | 161            | [ 323 ] |
| Canadá                          | 32             | [ 324 ] |
| España                          | 35             | [ 325 ] |
| Estados Unidos (Billboard 200)  | 51             | [ 326 ] |
| Estados Unidos (Digital Albums) | 24             | [ 327 ] |
| Francia                         | 159            | [ 328 ] |
| Italia                          | 86             | [ 329 ] |
| México                          | 47             | [ 307 ] |
| Mundial (IFPI Albums)           | 20             | [ 330 ] |
| Reino Unido                     | 71             | [ 331 ] |
| Suecia                          | 30             | [ 332 ] |
| País (Lista 2014)               | Mejor Posición | Ref     |
| Bélgica (Flandes)               | 142            | [ 333 ] |
| Bélgica (Valona)                | 175            | [ 334 ] |
| Canadá (Billboard)              | 44             | [ 335 ] |
| Estados Unidos (Billboard 200)  | 23             | [ 336 ] |
| México                          | 95             | [ 337 ] |
| Suecia                          | 37             | [ 338 ] |

| País (Lista 2010–2019)         | Mejor Posición | Ref     |
| ------------------------------ | -------------- | ------- |
| Estados Unidos (Billboard 200) | 108            | [ 339 ] |

### Sucesión en listas
| Predecesor: Pure Heroine de Lorde                              | Australian Albums Chart — Álbum número uno 14 de octubre de 2013 — 21 de octubre de 2013 | Sucesor: Lightning Bolt de Pearl Jam |
| Predecesor: The 20/20 Experience (2 of 2) de Justin Timberlake | Canadian Albums Chart — Álbum número uno 19 de octubre de 2013 — 26 de octubre de 2013   | Sucesor: Lightning Bolt de Pearl Jam |
| Predecesor: Mechanical Bull de Kings of Leon                   | Scottish Albums Chart — Álbum número uno 13 de octubre de 2013 — 20 de octubre de 2013   | Sucesor: Tribute de John Newman      |
| Predecesor: The 20/20 Experience (2 of 2) de Justin Timberlake | Billboard 200 — Álbum número uno 19 de octubre de 2013 — 26 de octubre de 2013           | Sucesor: Lightning Bolt de Pearl Jam |
| Predecesor: Mechanical Bull de Kings of Leon                   | Irish Albums Chart — Álbum número uno 10 de octubre de 2013 — 17 de octubre de 2013      | Sucesor: Lightning Bolt de Pearl Jam |
| Predecesor: Om du vill vara med mig de Melissa Horn            | Norwegian Albums Chart — Álbum número uno 18 de octubre de 2013 — 25 de octubre de 2013  | Sucesor: New de Paul McCartney       |
| Predecesor: Days Are Gone de Haim                              | UK Albums Chart — Álbum número uno 13 de octubre de 2013 — 20 de octubre de 2013         | Sucesor: Tribune de John McCartney   |

## Certificaciones
| País                            | Organismo certificador          | Certificación                   | Ventas certificadas | Simbolización | Ref.       |
| América del Norte               |                                 |                                 |                     |               |            |
| Canadá                          | MC                              | 2× Platino                      | 160 000             | 2▲            | [ 124 ]    |
| Estados Unidos                  | RIAA                            | 3× Platino                      | 3 000               | 2▲            | [ 14 ]     |
| Europa                          |                                 |                                 |                     |               |            |
| Austria                         | IFPI                            | Oro                             | 7500                | ●             | [ 340 ]    |
| Dinamarca                       | IFPI                            | Platino                         | 20 000              | ▲             | [ 341 ]    |
| España                          | PROMUSICAE                      | Oro                             | 20 000              | ●             | [ 119 ]    |
| Italia                          | FIMI                            | Oro                             | 30 000              | ●             | [ 342 ]    |
| Noruega                         | IFPI                            | Oro                             | 15 000              | ●             | [ 120 ]    |
| Polonia                         | ZPAV                            | Platino                         | 20 000              | ▲             | [ 125 ]    |
| Portugal                        | AFP                             | 2× Platino                      | 30 000              | 2▲            | [ 128 ]    |
| Reino Unido                     | BPI                             | Oro                             | 100 000             | ●             | [ 121 ]    |
| Suecia                          | GLF                             | Platino                         | 40 000              | ▲             | [ 126 ]    |
| Oceanía                         |                                 |                                 |                     |               |            |
| Australia                       | ARIA                            | Platino                         | 70 000              | ▲             | [ 122 ]    |
| Nueva Zelanda                   | RMNZ                            | 2× Platino                      | 30 000              | 2▲            | [ 343 ]    |
| América Latina                  |                                 |                                 |                     |               |            |
| Argentina                       | CAPIF                           | Oro                             | 20 000              | ●             | [ 123 ]    |
| México                          | AMPROFON                        | Platino+Oro                     | 90 000              | ●             | [ 344 ]    |
| Brasil                          | ABPD                            | 3× Platino                      | 120 000             | 3▲            | [ 127 ]    |
| Total de ventas a nivel mundial | Total de ventas a nivel mundial | Total de ventas a nivel mundial | +4 000              | 11▲ y 8●      | [ nota 3 ] |

## Premios y nominaciones
Aparte de los reconocimientos dados por diversas revistas, periódicos y medios de comunicación, Bangerz recibió variadas nominaciones en ceremonias de premiación, así como también sus sencillos y la gira musical. A continuación se muestra un listado de las candidaturas que obtuvo:
| Año  | Premiación                      | Nominado        | Categoría                                  | Resultado | Ref.    |
| ---- | ------------------------------- | --------------- | ------------------------------------------ | --------- | ------- |
| 2013 | Billboard Mid-Year Music Awards | «We Can't Stop» | Mejor vídeo musical                        | Ganador   | [ 345 ] |
| 2013 | VEVO Certified                  | «We Can't Stop» | 100 millones de reproducciones             | Ganador   | [ 346 ] |
| 2013 | VEVO Certified                  | «Wrecking Ball» | 100 millones de reproducciones             | Ganador   | [ 347 ] |
| 2013 | Teen Choice Awards              | «We Can't Stop» | Canción del verano                         | Ganador   | [ 348 ] |
| 2013 | Teen Choice Awards              | «We Can't Stop» | Mejor canción de artista femenina          | Nominada  | [ 348 ] |
| 2013 | MTV Video Music Awards          | «We Can't Stop» | Mejor vídeo femenino                       | Nominada  | [ 349 ] |
| 2013 | MTV Video Music Awards          | «We Can't Stop» | Mejor vídeo pop                            | Nominada  | [ 349 ] |
| 2013 | MTV Video Music Awards          | «We Can't Stop» | Mejor edición                              | Nominada  | [ 349 ] |
| 2013 | MTV Video Music Awards          | «We Can't Stop» | Canción del verano                         | Nominada  | [ 349 ] |
| 2013 | Capricho Awards                 | «We Can't Stop» | Éxito internacional                        | Nominada  | [ 350 ] |
| 2013 | Capricho Awards                 | «We Can't Stop» | Mejor vídeo                                | Nominada  | [ 350 ] |
| 2013 | YouTube Music Awards            | «We Can't Stop» | Vídeo del año                              | Nominada  | [ 351 ] |
| 2013 | Premios Telehit                 | «We Can't Stop» | Vídeo más popular en Telehit               | Nominada  | [ 352 ] |
| 2013 | Mix FM Awards                   | «We Can't Stop» | Canción del año                            | Ganador   | [ 353 ] |
| 2013 | MTV Europe Music Awards         | «Wrecking Ball» | Mejor vídeo                                | Ganador   | [ 25 ]  |
| 2013 | J-14 Teen Icon Awards           | «Wrecking Ball» | Vídeo musical icónico                      | Ganador   | [ 354 ] |
| 2013 | NRJ Music Awards                | «Wrecking Ball» | Vídeo del año                              | Nominada  | [ 355 ] |
| 2013 | Billboard’s Readers Poll Awards | «Wrecking Ball» | Vídeo del año                              | Nominada  | [ 356 ] |
| 2013 | Billboard’s Readers Poll Awards | «Wrecking Ball» | Mejor canción en el puesto uno del Hot 100 | Ganador   | [ 356 ] |
| 2013 | Billboard’s Readers Poll Awards | «Wrecking Ball» | Mejor sensación viral                      | Ganador   | [ 356 ] |
| 2013 | BenBoard Music Awards           | «Wrecking Ball» | Mejor vídeo musical                        | Ganador   | [ 357 ] |
| 2013 | BenBoard Music Awards           | Bangerz         | Mejor álbum pop                            | Nominada  | [ 358 ] |
| 2014 | People's Choice Awards          | «Wrecking Ball» | Mejor vídeo musical                        | Nominada  | [ 359 ] |
| 2014 | People's Choice Awards          | Bangerz         | Mejor álbum                                | Nominada  | [ 359 ] |
| 2014 | Kid's Choice Awards             | «Wrecking Ball» | Canción favorita                           | Nominada  | [ 360 ] |
| 2014 | MYX Music Awards                | «Wrecking Ball» | Mejor vídeo internacional                  | Nominada  | [ 361 ] |
| 2014 | iHeartRadio Music Awards        | «Wrecking Ball» | Mejores letras                             | Ganador   | [ 362 ] |
| 2014 | World Music Awards              | Bangerz         | Mejor álbum del mundo                      | Nominada  | [ 363 ] |
| 2014 | World Music Awards              | «Adore You»     | Mejor canción del mundo                    | Nominada  | [ 364 ] |
| 2014 | World Music Awards              | «Adore You»     | Mejor vídeo del mundo                      | Nominada  | [ 365 ] |
| 2014 | World Music Awards              | «Wrecking Ball» | Mejor canción del mundo                    | Nominada  | [ 366 ] |
| 2014 | World Music Awards              | «Wrecking Ball» | Mejor vídeo del mundo                      | Ganadora  | [ 367 ] |
| 2014 | World Music Awards              | «We Can't Stop» | Mejor canción del mundo                    | Nominada  | [ 368 ] |
| 2014 | World Music Awards              | «We Can't Stop» | Mejor vídeo del mundo                      | Nominada  | [ 369 ] |
| 2014 | MTV Video Music Awards Japan    | «We Can't Stop» | Mejor vídeo femenino                       | Ganador   | [ 27 ]  |
| 2014 | Billboard Music Awards          | «We Can't Stop» | Mejor vídeo                                | Nominada  | [ 370 ] |
| 2014 | Billboard Music Awards          | «Wrecking Ball» | Mejor vídeo                                | Ganador   | [ 24 ]  |
| 2014 | Billboard Music Awards          | «Wrecking Ball» | Mejor canción                              | Nominada  | [ 24 ]  |
| 2014 | MTV Italian Awards              | «Wrecking Ball» | Mejor vídeo                                | Nominada  | [ 371 ] |
| 2014 | MuchMusic Video Awards          | «Wrecking Ball» | Mejor vídeo international                  | Nominada  | [ 372 ] |
| 2014 | MTV Video Music Awards          | «Wrecking Ball» | Vídeo del año                              | Ganadora  | [ 26 ]  |
| 2014 | MTV Video Music Awards          | «Wrecking Ball» | Mejor dirección                            | Nominada  | [ 373 ] |
| 2014 | Billboard Mid-Year Music Awards | Bangerz Tour    | Mejor gira                                 | Nominada  | [ 374 ] |
| 2014 | Billboard Touring Awards        | Bangerz Tour    | Eventful Fans' Choice Award - Mejor gira   | Nominada  | [ 375 ] |
| 2014 | Capricho Awards                 | Bangerz Tour    | Mejor espectáculo en Brasil                | Nominada  | [ 376 ] |
| 2014 | BMI London Awards               | «Wrecking Ball» | Mejor Canción                              | Ganadora  | [ 377 ] |
| 2014 | Premios 40 Principales          | «Wrecking Ball» | Mejor canción internacional                | Nominada  | [ 378 ] |
| 2014 | Premios 40 Principales          | «Wrecking Ball» | Mejor vídeo internacional                  | Nominada  | [ 378 ] |
| 2014 | Latin Music Italian Awards      | «Wrecking Ball» | Mejor canción internacional del año        | Ganadora  | [ 379 ] |
| 2014 | Latin Music Italian Awards      | «We Can't Stop» | Mejor vídeo femenino internacional del año | Ganadora  | [ 379 ] |
| 2014 | Premios Telehit                 | «Adore You»     | Mejor vídeo musical                        | Nominada  | [ 380 ] |
| 2015 | Grammy Awards                   | Bangerz         | Mejor álbum de pop vocal                   | Nominada  | [ 381 ] |
| 2015 | ASCAP Pop Music Awards          | «Wrecking Ball» | Mejor canción                              | Ganadora  | [ 382 ] |
| 2015 | VEVO Certified                  | «Adore You»     | 100 millones de reproducciones             | Ganadora  | [ 383 ] |

## Historial de lanzamientos
| País           | Fecha                    | Versión                  | Formato               | Discografía | Ref.    |
| -------------- | ------------------------ | ------------------------ | --------------------- | ----------- | ------- |
| Varios         | 30 de septiembre de 2013 | Estándar y de lujo       | Streaming             | Sony        | [ 384 ] |
| Australia      | 4 de octubre de 2013     | Estándar y de lujo       | CD y descarga digital | RCA         | [ 385 ] |
| Reino Unido    | 7 de octubre de 2013     | Estándar y de lujo       | CD y descarga digital | RCA         | [ 386 ] |
| Hong Kong      | 7 de octubre de 2013     | Estándar y de lujo       | CD y descarga digital | RCA         | [ 387 ] |
| Estados Unidos | 8 de octubre de 2013     | Estándar y de lujo       | CD y descarga digital | RCA         | [ 388 ] |
| Finlandia      | 11 de octubre de 2013    | Estándar y de lujo       | CD y descarga digital | RCA         | [ 389 ] |
| Japón          | 23 de octubre de 2013    | Estándar, de lujo y DVD  | CD y descarga digital | RCA         | [ 390 ] |
| Estados Unidos | 26 de noviembre de 2013  | Edición de lujo          | Disco ilustrado       | RCA         | [ 391 ] |
| Estados Unidos | 22 de abril de 2017      | Edición de lujo          | Disco de vinilo       | RCA         | [ 44 ]  |
| Varios         | 29 de septiembre de 2023 | Edición 10.º aniversario | Disco de vinilo       | RCA         | [ 20 ]  |

## Créditos

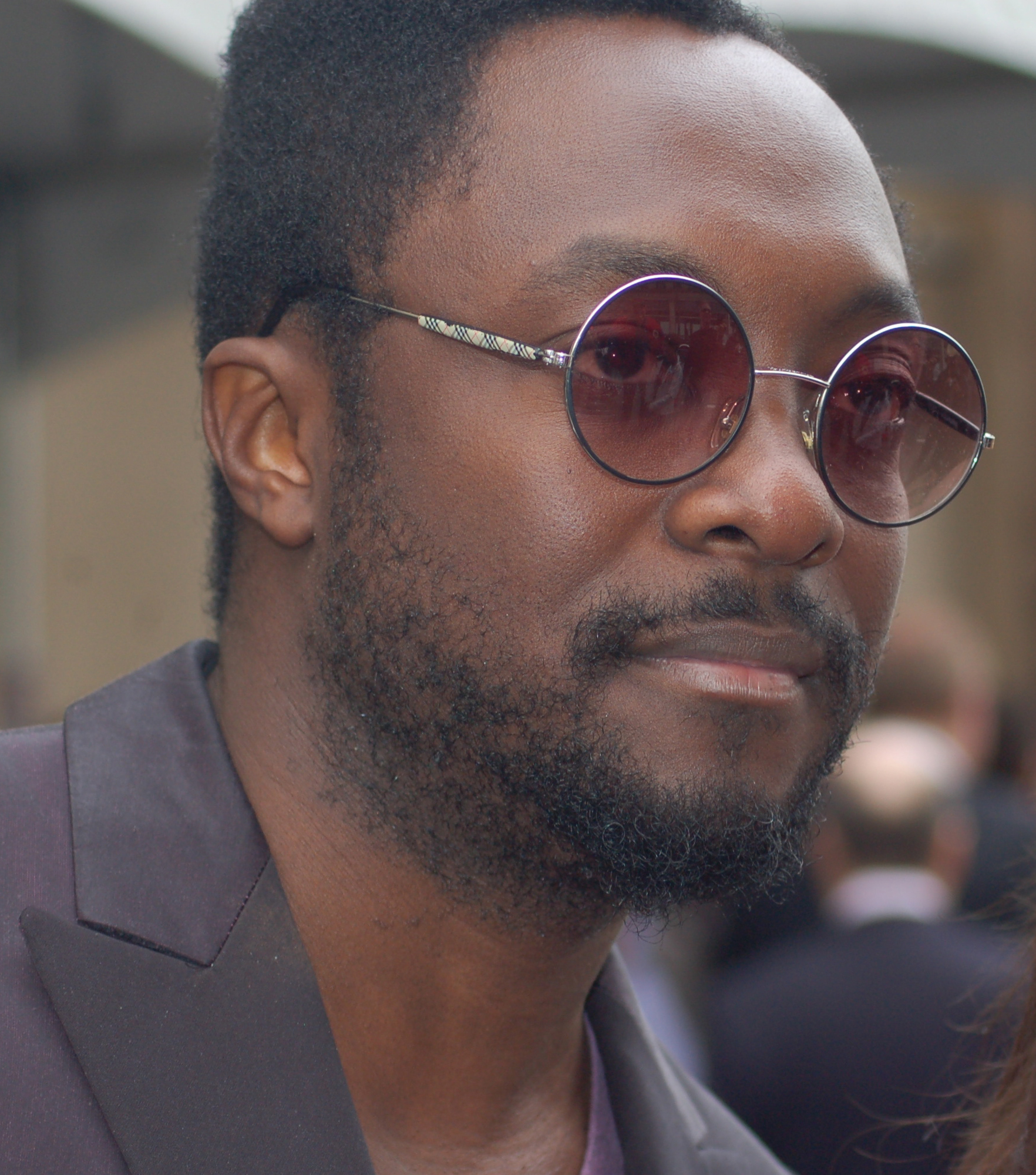
will.i.am.

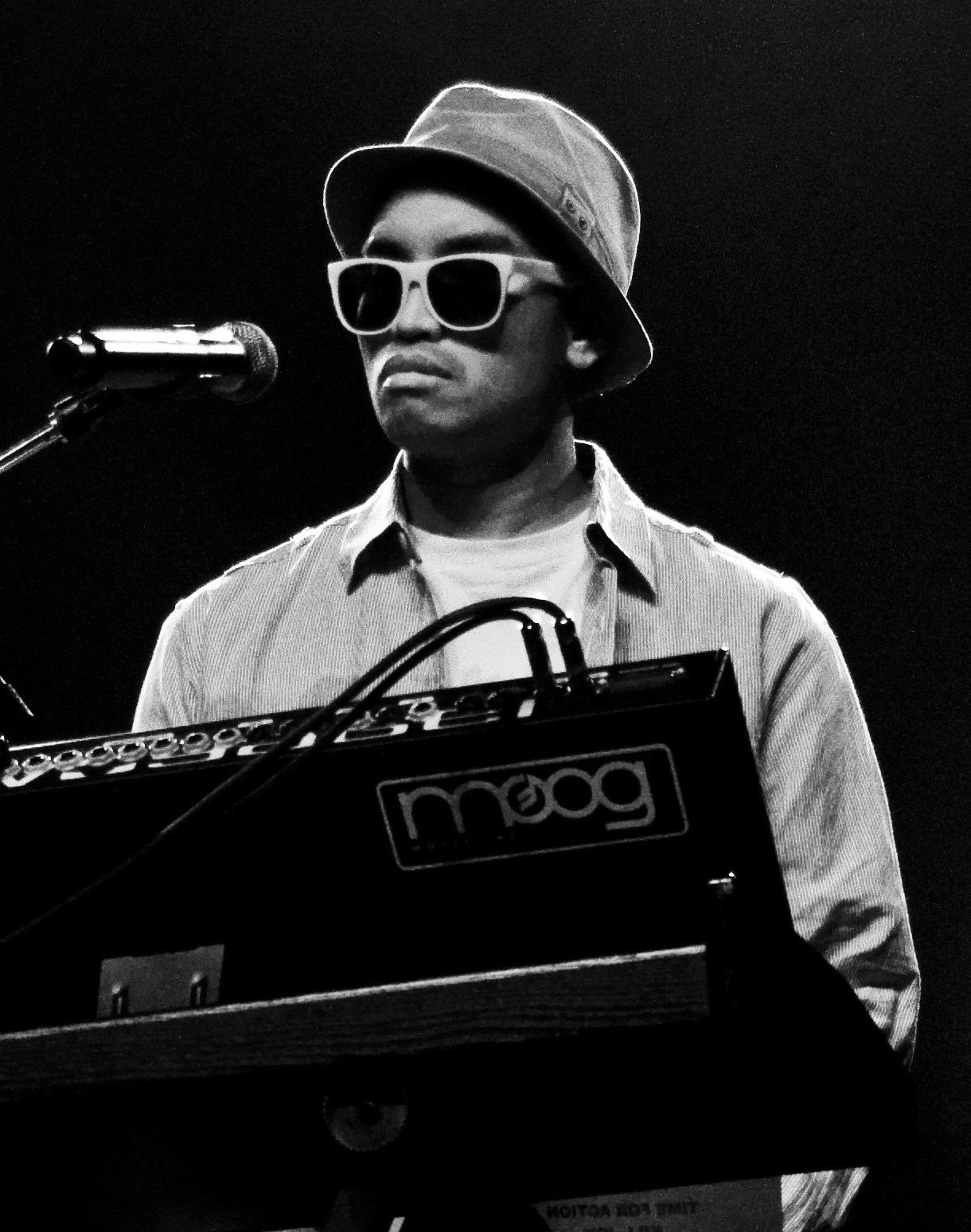
Chad Hugo.

| - Miley Cyrus: Voz principal, compositora, productora ejecutiva - Pharrell Williams: producción, compositor, orquestación, programador - Łukasz Gottwald: producción, compositor, orquestación, programación - Cirkut: producción, compositor - Nelly: Vocales, coros, artista invitado - Britney Spears: Vocales, coros, artista invitada - will.i.am: Productor, compositor, ingeniero - Sean Garrett: producción, compositor - Future: Vocales, coros, artista invitado - Mike Will Made It: producción, compositor, productor ejecutivo - Ludacris: Vocales, coros, artista invitado - Big Sean: Vocales, coros - Oren Yoel: producción, compositor - French Montana: Vocales, coros, artista invitado - Da Internz: producción, compositor - Kyle Edwards: compositor, productor - Producción: Mike McHenry, P-Nasty, Marz - Rami Afuni: compositor, instrumentación, productor, programador - Administradores: Larry Rudolph, Tish Cyrus, Adam Leber, Melissa Ruderman - Ingenieros: Phil Allen, Chris, Clint Gibbs, John Hanes, Sven Heidinga, Stephen Hybicki, Ruben Rivera, Sean Tallman, Mike Caffrey, Padraic "Padlock" Kerin, Chris "Tek" O'Ryan, Karl Petersen, Tim Roberts - Steve Churchyard: ingeniero de cuerdas - Ingenieros vocales: Matthew Testa, Rob Kinelski - Andrew Coleman: arreglo, edición digital, ingeniero - David Richard Campbell: Dirección de orquesta, arreglo - Rami Afuni: Compositor, orquestación, productor, programador | - Compositores: Jean Baptiste, Sean Anderson, Ricky Walters, Pierre Ramon Slaughter, Timothy Thomas, Theron Thomas, Douglas Davis, Sacha Skarbek, Stacy Barthe, Ryan Buendia, Jeremih Felton, Cornell Hayes Jr, Samuel Jean, Karim Kharbouch, Henry Walter, Maureen McDonald, Michael McHenry, Jerry Leiber, Camaron Ochs, John Shanks, Ben E. King, Marquel Middlebrooks, Nayvadius Wilburn, Mike Stoller, Sean Anderson, Christopher Bridges, Asia Bryant - Charlie Bisharat: Concertino, violín - Violín: Kevin Connolly, Paul Dateh, Grace Oh, Joel Pargman, Alyssa Park, Songa Lee, Sara Perkins, John Wittenberg - Viola: Andrew Duckles, Darrin McCann - Stephan Moccio: Piano, compositor - Suzie Katayama: Violonchelo, contratista - Steven Wolf: Batería - Violonchelo: Rudy Stein, Steve Richards - Chad Hugo: Guitarra, Tin whistle - Jake Gorski: Pro Tools - Rani Hancock: A&R - Mezcla: Serban Ghenea, Jaycen Joshua, Manny Marroquin, Joe Peluso - Tyler Sam Johnson: Producción adicional, compositor - Dave Kutch: Masterización - Irene Richter: Coordinación de producción - Rock City: Productor vocal - Travis Warner: Coordinación - Asistente de ingeniería: Delbert Bowers, Dustin Capulong, Matthew Desrameaux, Doron Dina, Eric Eylands, Rachael Findlen, Chris Galland, Jon Garrett, Mike Gaydusek, Hart Gunther, Trehy Harris, Todd Hurtt, Maximilian Jaeger, Ryan Kaul, Eva Reistad, Bradford Smith, Todd Robinson - Compañías discográficas: RCA Records, Sony Music |

Fuentes: Allmusic.
- Notas: incluyen todo el personal para todas las versiones.